# 名鉄バス
名鉄バス株式会社（めいてつバス）は、愛知県名古屋市中村区に本社を置く名鉄グループのバス事業者。名古屋鉄道100%出資の完全子会社で、名鉄グループに属する。
2004年（平成16年）5月11日付で名古屋鉄道自動車事業本部から分社化され設立、同年10月1日に営業開始した。名古屋鉄道からの分社化以前は、名古屋鉄道直営のバス事業が「名鉄バス」と呼ばれていた。愛知県内では最大規模のバス事業者のひとつである。

## 概要

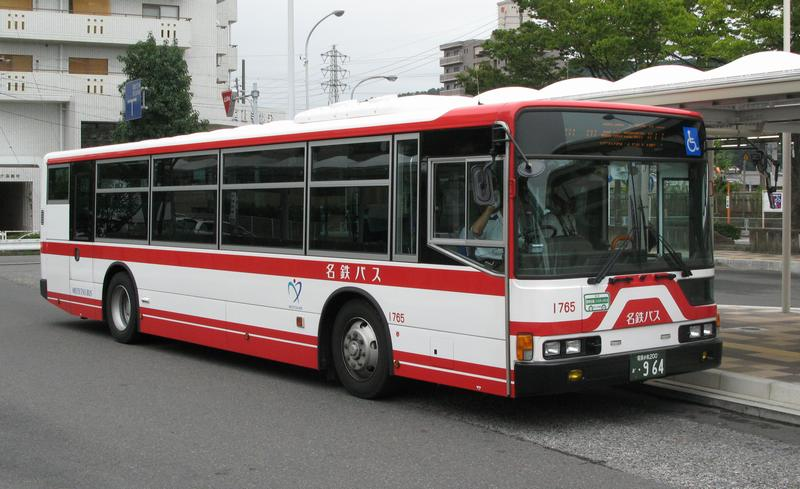
名鉄グループ共通色（通称岐阜塗り）春日井営業所 1765

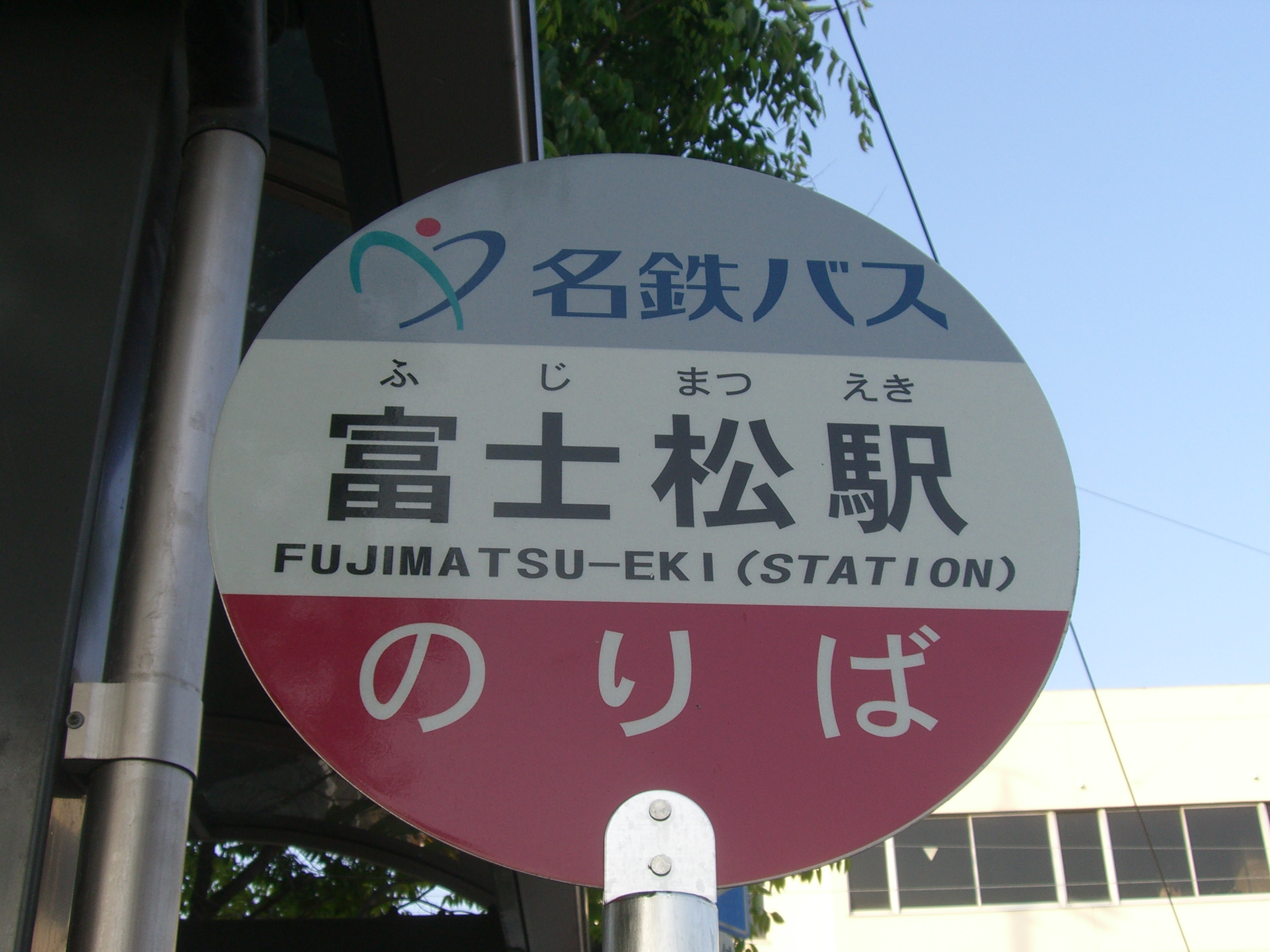
名鉄バスの標準的なバス停

本社は名古屋市中村区名駅の名鉄バスターミナルビルの近くに所在する。2022年（令和4年）3月31日現在、営業キロ程は6104.91km、営業所数は9箇所、保有車両数は696両である。
乗合バス事業（一般路線バス、高速バス、中部国際空港への空港連絡バスの運行）、特定バス事業、貸切バス事業を行っている。路線バスの運行エリアは愛知県内の主要都市と岐阜県の一部で、高速バスは名鉄バスセンターを主な起点として全国各地へ展開している。近年は高速道路網の整備に伴い、名古屋近郊都市を結ぶ都市間高速バス路線も開業している。特定バス事業では契約輸送として県内の自治体・企業・学校の送迎バス等を運行する。名鉄グループの観光バス事業者と連携した貸切バス事業も行っている。
名古屋市交通局から、市バス大森営業所・野並営業所の運行を受託している。愛知県内の各自治体のコミュニティバスも受託しており、名鉄バスの路線が廃止されてコミュニティバス化された例もある。イオンが運営するショッピングセンターへの無料シャトルバスの運行も受託する。
バス部門の分社化に際し、岐阜営業所（高富）は名鉄バスでなく、同じく名鉄グループである岐阜乗合自動車（岐阜バス）へ移管された。分社化以前は犬山、鵜沼、西可児地区にも路線が存在したが、犬山、鵜沼地区の路線は岐阜バスへ、西可児地区の路線は同じ名鉄グループの東濃鉄道へ移管された。また分社化当初は、一部の高速バス路線は名鉄観光バスが運行していたが、2009年（平成21年）2月1日に名鉄バスが全路線を譲受した。
名古屋鉄道直営時代は、名鉄が運行していた鉄軌道線の廃止に伴うバス転換で路線を拡大したが、名鉄バスではなく岐阜バスの路線となったものもある（Category:名古屋鉄道の廃線も参照）。
2008年7月1日より、地域運行会社「名鉄バス東部株式会社」「名鉄バス中部株式会社」の2社を設立し、効率化のため名鉄バス岡崎営業所・豊田営業所の担当路線を名鉄バス東部株式会社、名鉄バス名古屋営業所の担当路線を名鉄バス中部株式会社へ管理委託していたが、上記2社は2018年7月1日に名鉄バス本体へ吸収合併された。
愛知県・岐阜県・石川県・宮城県の一部バス会社は、名鉄グループと資本提携をしている。

## 沿革

### 名古屋鉄道直営時代
- 1914年（大正3年）8月31日 - 名鉄バスの源流の一つである尾三自動車が東田町 - 赤池 - 米野木 - 越戸 - 挙母間に愛知県下初の乗合自動車路線開業。
- 1921年（大正10年）6月13日 - 名古屋鉄道株式会社（旧）が設立される。
- 1928年（昭和3年）
  - 4月28日 -  名古屋鉄道が直営の乗合バスを、ライン遊園（現：可児川駅） - 北陽館前で営業開始。日本ライン下りの送迎を目的とする路線であった。
  - 愛知電気鉄道（愛電）が乗合バス事業を国鉄熱田駅前 - 有松裏駅前間10.8 kmで開業。
- 1929年（昭和4年）1月 - 愛知電気鉄道が幡豆郡吉田村（現在の西尾市）に本社を置く吉田自動車を買収し子会社化。
- 1930年（昭和5年）9月5日 - 名古屋鉄道が名岐鉄道株式会社に社名変更。
- 1933年（昭和8年）8月10日: 吉田自動車が愛電自動車に社名変更。翌1934年（昭和9年）2月には増資とともに愛電より乗合バス事業の一切を譲受する。
- 1935年（昭和10年）8月1日 - 名岐鉄道と愛知電気鉄道が合併、名古屋鉄道株式会社（新）が発足。この時点では名岐鉄道由来の名鉄直営の自動車部門と、愛知電気鉄道の子会社であった愛電自動車が併立していた。
- 1936年（昭和11年）- 愛電自動車が名鉄自動車へ社名変更。
- 1938年（昭和13年）5月10日 - 現在の中央道特急バスの前身となる名飯線名古屋 - 飯田間の急行バスを、飯田街道（国道153号）経由で運転開始。名鉄自動車・尾三自動車・南信自動車（現：信南交通）の共同運行（1941年8月休止、1952年7月再開）。
- 1943年（昭和18年）
  - 8月11日 - 子会社の名鉄自動車へ名鉄直営のバス事業を譲渡・統合。
  - 同時に戦時統合により、愛知県内の尾三自動車をはじめ12のバス事業者を名鉄自動車が合併。
  - また4月に岐阜乗合自動車、6月に知多乗合自動車、11月に豊橋乗合自動車を設立し、それぞれの地区のバス事業を一本化する。
- 1947年（昭和22年）6月10日 - 名鉄自動車が事業の一切を名古屋鉄道に譲渡して解散。バス事業をすべて名鉄直営とする。
- 1949年（昭和24年）11月10日:  浄心・山口町・大曽根・東田町・東山・中村を起点に郊外に向けて運行していたバス路線が名古屋駅前へ乗り入れ開始。
- 1951年（昭和26年）、名古屋鉄道株式会社の全額出資の貸切バス会社として名古屋観光自動車を設立。
- 1953年（昭和28年）6月1日 - 名鉄起線休止、バス代行輸送を開始し新一宮駅へ乗り入れ。
- 1954年（昭和29年）6月1日 - 名鉄起線が正式に廃止、名鉄バス起線となる。
- 1958年（昭和33年）7月18日 - 名古屋鉄道・阪急電鉄・京阪電気鉄道・近江鉄道の共同出資により、日本急行バスを設立。
- 1964年（昭和39年）- 日本急行バスが名神ハイウェイバスを運行開始。
- 1960年（昭和35年）
  - 4月22日 -  名鉄高富線（長良北町駅 - 高富駅）廃止、名鉄バス高富線（岐阜駅前 - 高富）としてバス転換。岐阜自動車営業所を新設。
  - 7月22日 - 名鉄高富線跡地をバス専用道路として使用開始。
- 1962年（昭和37年）
  - 2月1日 - 名鉄バス善太線、神島田線、弥富線でマイクロバスによるワンマン運転を試験導入。
  - 6月17日 - 名鉄岡崎市内線・福岡線廃止、名鉄バス岡崎市内線としてバス転換。
- 1963年（昭和38年）名鉄岡崎市内線・福岡線跡地がレール撤去後、バス専用道路となる。
- 1964年（昭和39年）10月4日 - 名鉄鏡島線を廃止しバス転換。先に開通したバス高富線と一体化し、名鉄バス岐阜市内線（高富 - 新岐阜 - 岐阜駅前 -  西鏡島）として運行開始。
- 1965年（昭和40年）4月25日 - 名鉄一宮線廃止、バス転換。バス路線を東一宮から尾張一宮駅を経由し一宮市民病院まで延伸。
- 1965年（昭和40年）12月　 全国初の『後乗り多区間制』ワンマンバスを愛知県岩倉町で運行開始[5]。
- 1967年（昭和42年）
  - 6月1日 - 名鉄バスセンター開業、名古屋鉄道本社事務所を同バスターミナルビル内に移転。同時に1階から6階にメルサが開業。日本初のビル型立体バスターミナルで、当時は東洋一の規模を誇った。
  - 8月15日 - 東京急行電鉄・静岡鉄道など12社と共同で東名急行バスを設立。
- 1969年（昭和44年）- 東名急行バスが東名高速道路経由で、名鉄バスセンター - 渋谷駅などの高速バス路線を運行開始。
- 1973年（昭和48年）2月3日 - 名鉄バス名多線で低床バス（ワンステップバス）試験導入。
- 1975年（昭和50年）
  - 3月31日 - 東名急行バスの全路線が廃止。
  - 8月24日 - 中央自動車道（中津川IC - 駒ヶ根IC）開通を機に、一般道経由で運行していた「名飯急行バス」を高速経由に改め、中央道特急バス（現：中央道高速バス）として開業。名飯線と同様に信南交通と共同運行で、直営では初の高速バス路線となる。
  - 10月1日 - 東名急行バスが解散。廃止後に車両の一部は名古屋鉄道や静岡鉄道へ譲渡された。
- 1976年（昭和51年）
  - 6月28日 - 名鉄バス名古屋・津島線、岐阜市内線に冷房車を投入。
- 1984年（昭和59年）3月20日 - ダイヤ改正と同時に「名鉄電車・バス時刻表」（現『名鉄時刻表』）を初刊行。以後、2011年12月17日改正までダイヤ改正ごとに刊行。
- 1985年（昭和60年）
  - 3月21日 - 当時の名古屋商工会議所会頭でもあった名古屋鉄道会長・竹田弘太郎の提唱により「ワールドインポートフェア」が名古屋市国際展示場で開催。ベルギーのバンホールより中型ワンステップバスのAU138Jを導入し、シャトルバスとして運行。
  - 4月30日 - 名鉄バス本地ヶ原線を基幹バス化。大津通 - 引山間を中央走行方式バスレーンとし、名古屋市交通局との共同運行を実施。
- 1989年（平成元年）9月1日 -  名鉄初の夜行高速バス名古屋・長崎線「グラバー号」運行開始。長崎自動車と隔日での共同運行。開業当時は日本最長のバス路線であった。
- 1990年（平成2年）
  - 6月8日 - サンライズバスを設立。
  - 10月1日 - 蒲郡自動車営業所をサンライズバスに移管。不採算路線を分社化する嚆矢となる。
- 1996年（平成8年）6月 - 前年の新一宮駅高架化に伴い、駅周辺の連続立体交差事業が完成、新一宮駅バスターミナル供用開始。
- 1999年（平成11年）10月 - 加木屋管理所を知多乗合（知多バス）へ移管。

### 名鉄バス設立後
- 2004年（平成16年）
  - 5月11日 - 名古屋鉄道の全額出資により名鉄バス株式会社を設立[1]。
  - 10月1日 - 同日付で名鉄バス株式会社へ乗合バス事業を全面移管。同時に岐阜自動車営業所および同営業所が所管する岐阜・高富線は岐阜乗合自動車（岐阜バス）へ譲渡。
- 2012年（平成24年）
  - 2月29日 - バスカードおよびトランパスの利用終了[6]。
  - 4月 - 神宮前駅東口に鉄道センタービルが竣工し、鉄道事業本部の管理部門が名鉄バスターミナルビルから鉄道センタービルへ移転。
- 2015年（平成27年）10月1日 - それまで実施していなかった精神障害者保健福祉手帳提示による運賃割引を開始[7]。
- 2022年（令和4年）7月1日 - 名鉄グループのバス事業再編により設立された中間持株会社「名鉄グループバスホールディングス」の傘下に入る[1][8][9][10]。

## 営業所・管理所
営業所・管理所名の後に（ ）で書かれているのは、バス車体の前輪横に小さく表示される所属の略号。

### 現行営業所・管理所
名古屋ナンバー
- 名古屋営業所（名） 愛知県長久手市深田

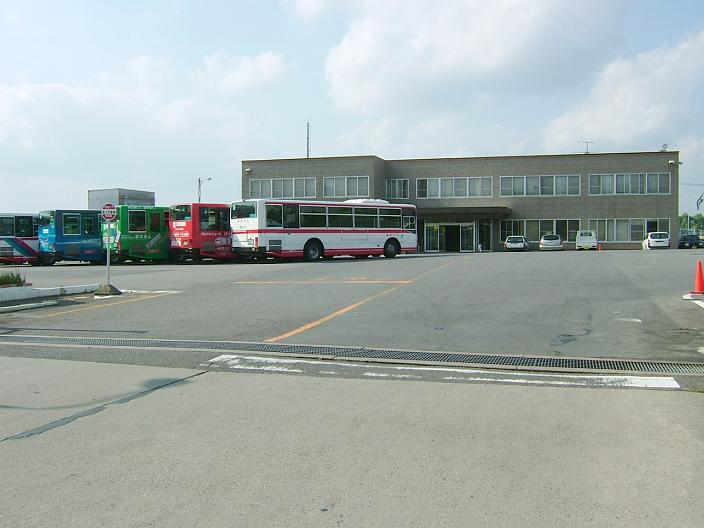
名古屋営業所

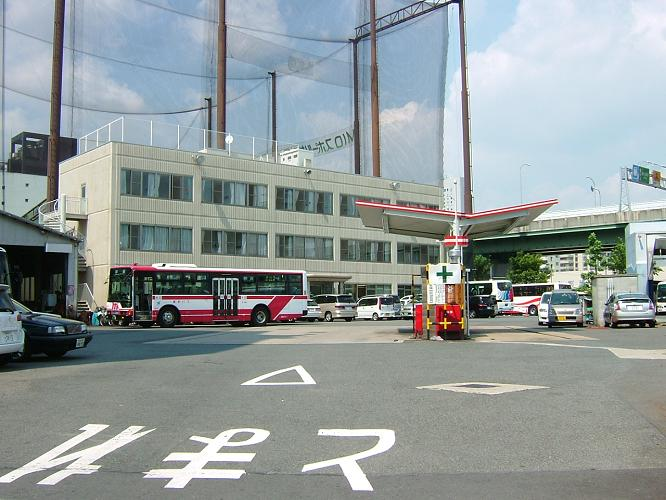
名古屋中央営業所(旧)

  - 基幹バスと星ヶ丘・藤が丘・長久手市・瀬戸市内発着路線が中心とした一般路線と藤が丘からの中部国際空港行きの空港アクセスバス、ジブリパーク直行バス及び都市間高速バス（名古屋・高針線）を担当。
- 名古屋中央営業所（中） 愛知県名古屋市中川区清船町
  - 高速バスと基幹バス・セントレアリムジン、県営名古屋空港直行バスを担当。
  - 2024年（令和6年）6月23日までは愛知県名古屋市中村区名駅南に所在していた。[11]
- 津島営業所（津） 愛知県津島市大坪町
  - 名古屋市 - 津島市の一般路線及び長島温泉直行バスを担当。

春日井ナンバー
- 2014年11月17日以前に登録された車と東鉄委託車は尾張小牧ナンバーとなる。
- 春日井営業所（春） 愛知県春日井市高森台
  - 春日井市内の路線の中心であるが、春日井市 - 小牧市一部（小牧駅・桃花台など）及びの一般路線と都市間高速バス（名古屋・多治見線）及び（名古屋・桃花台線）を担当。
  - 東濃鉄道に一部の路線を運行委託。

一宮ナンバー
- 2006年10月10日以前に登録された車は尾張小牧ナンバーとなる。
- 一宮営業所（宮） 愛知県一宮市白旗通
  - 一宮市を中心とした北尾張地区と西春駅 - 県営名古屋空港を結ぶ一般路線。

三河ナンバー
- 知立営業所（知） 愛知県知立市鳥居二丁目3-2
  - 知立市・豊明市・名古屋市緑区、天白区の一般路線が中心。

岡崎ナンバー
- 2006年10月10日以前に登録された車は三河ナンバーとなる。
- 岡崎営業所（岡） 愛知県岡崎市明大寺町天白前23
  - 岡崎市の一般路線が中心
    - 2009年3月1日より岡崎地区の一般路線バス全路線に系統番号を導入した。

豊田ナンバー
- 2006年10月10日以前に登録された車は三河ナンバーとなる。
- 豊田営業所（豊） 愛知県豊田市神田町
  - 豊田市を中心とした一般路線と豊田市発着の中部国際空港アクセスバスを担当。

豊橋ナンバー
- 蒲郡管理所（蒲） 愛知県蒲郡市拾石町前浜
  - 名古屋鉄道からの直接の分社化ではなく、名古屋鉄道→サンライズバス→三河交通→名鉄東部観光バス→名鉄バス東部→名鉄バスと変遷している。

なお、春日井営業所の一部の路線と岩倉駅 - 小牧駅の路線は、名鉄バスの路線ではあるが東濃鉄道小牧営業所が運行を担当する。

### 過去の営業所・管理所

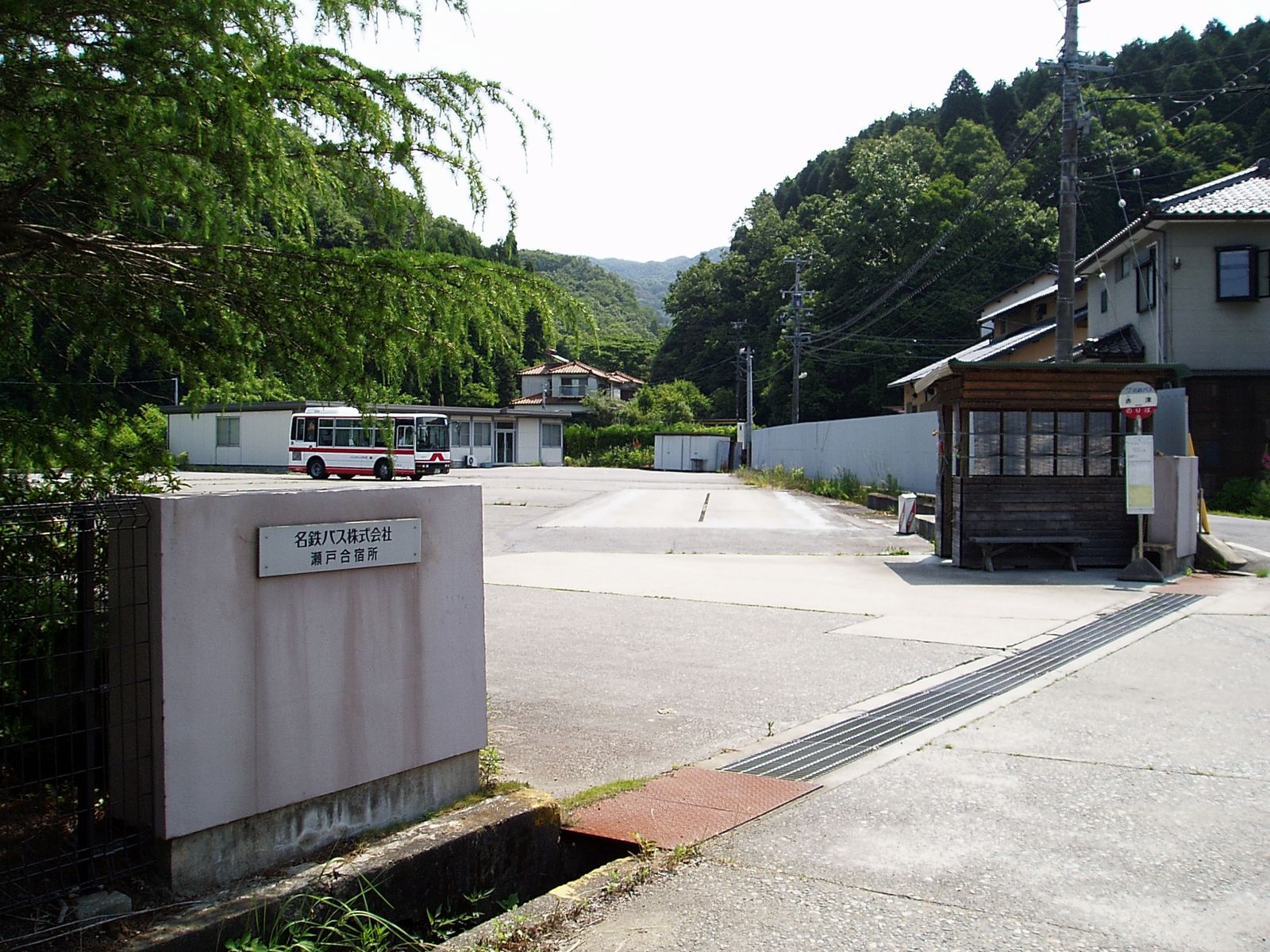
瀬戸合宿所（旧・瀬戸営業所）

- 加木屋管理所：愛知県東海市加木屋町 - 現・知多乗合東海管理所。旧所属略号「加」。
- 岐阜営業所：岐阜県山県市東深瀬
  - 当時在籍していた車両は全て岐阜ナンバーであった。現・岐阜バス高富営業所。旧所属略号「岐」。
- 鳴海管理所：愛知県名古屋市緑区鳴海町。
  - 知立営業所所管の管理所であったため、当時在籍していた車両は全て三河ナンバーであった。旧所属略号「知」（開所当時）→「鳴」。
- 三条営業所：愛知県一宮市 - 旧尾西市。旧所属略号「三」。
- 国府宮管理所：愛知県稲沢市 - 旧所属略号「三」。
- 犬山管理所：愛知県犬山市 - 旧所属略号「小」。
- 足助管理所：愛知県豊田市 - 旧東加茂郡足助町。
- 安城管理所：愛知県安城市 - 旧所属略号「安」。旧西尾営業所所管の管理所。
- 瀬戸営業所：愛知県瀬戸市 - 旧所属略号「瀬」。
- 西尾営業所：愛知県西尾市 - 旧所属略号「西」。
- 榎戸管理所：愛知県常滑市 - 旧所属略号「知」。
  - 名鉄常滑線の高架工事に伴う代行バス運行期間中に設けられた。期間限定で知立営業所所管の管理所であったため、所属略号は「知」のまま。在籍していた車両は全て三河ナンバーであった。
- 小牧管理所：愛知県小牧市元町4-56
  - 2007年3月までは小牧営業所。旧所属略号は「小」。跡地は佐川グローバルロジスティクス新小牧営業所になっている。

瀬戸営業所（晩年は名古屋営業所所管の管理所となっていた）は、2005年頃まで基幹バス（名鉄バスセンター - 栄 - 引山 - 三軒家。名鉄バスセンター - 栄 - 引山 - 四軒家 - 長久手高校前 - 瀬戸駅前 - 赤津。名鉄バスセンター - 栄 - 引山 - 四軒家 - 長久手高校前 - 菱野団地）も担当していた。
また、小牧営業所は2007年より春日井営業所と名古屋中央営業所の共同所管による管理所となった。
合理化に伴い、瀬戸営業所（赤津）は名古屋営業所（長久手車庫）に、国府宮管理所と三条営業所は一宮営業所（印田）に、足助管理所は豊田営業所に、西尾営業所と安城管理所は岡崎営業所（旧西尾営業所担当路線は大幅に縮小の上、名鉄東部交通へ管理委託の後、路線譲渡）にそれぞれ統合された。
犬山管理所は小牧営業所（当時）所管の管理所であり、2000年より担当していた犬山・鵜沼地区路線を岐阜バスコミュニティ（各務原）、西可児地区路線を東濃鉄道（可児）へそれぞれ管理委託、2007年より路線譲渡後、閉鎖された。また、犬山管理所開設以前は今渡管理所（岐阜県可児市）が存在した。

## 運賃・乗車券類

### 乗車カード
交通系ICカード「manaca」が2011年2月11日から導入され、高速バス・空港特急バスを除く各路線において利用可能となった。名古屋高針線、名古屋桃花台線、名古屋多治見線（東鉄バスを除く）でも利用できる。これに伴い、名鉄バス独自のバスカードとトランパス対応カードは発売終了となり、2012年2月29日をもって利用不可となった。
蒲郡地区では長らくストアードフェア乗車カードが利用できなかったが、2018年7月1日に名鉄バスが名鉄バス東部を合併したことにより、同日から交通系ICカードが利用可能となり、2020年10月1日からはコミュニティバス「ふれんどバス」でも利用可能となった。

### 定期券発売場所
名鉄バスでは、バス営業所で定期券を発売しておらず（蒲郡管理所を除く）、以下の窓口で取り扱っている。
名鉄バス
名鉄バスセンター、名鉄バス藤が丘出札（藤が丘駅付近）、名鉄バス東岡崎出札（東岡崎駅構内）、名鉄バス一宮出札（名鉄一宮駅構内）、高蔵寺インフォメーション（高蔵寺駅構内）
名古屋鉄道
本宿駅、美合駅、東岡崎駅、新安城駅、豊田市駅、日進駅、知立駅、前後駅、鳴海駅、名鉄名古屋駅（名鉄線きっぷうりば・サービスセンターの2箇所）、金山駅、神宮前駅、栄町駅、大曽根駅、尾張旭駅、新瀬戸駅、尾張瀬戸駅、国府宮駅、名鉄一宮駅、津島駅、西春駅、岩倉駅、江南駅、小牧駅
名鉄観光サービス
東岡崎駅旅行センター、刈谷支店（刈谷駅付近）、栄地下支店、一宮支店、桃花台支店
蒲郡地区の定期券は、名鉄バス蒲郡管理所と名鉄観光バス蒲郡支店（蒲郡駅構内）で販売し、これらの場所では蒲郡地区以外の定期券を販売しない。

## 現行路線
括弧内は共同運行会社。

### 昼行高速バス

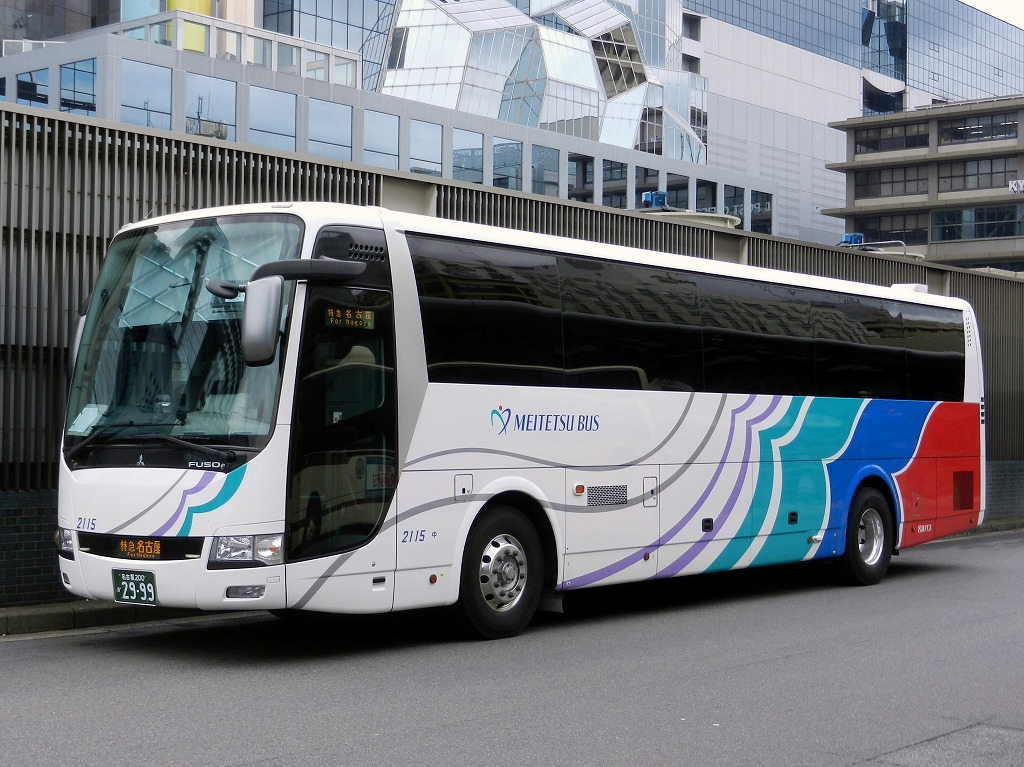
高速バス（名神ハイウェイバス） 2115

中央道高速バス
名鉄バスセンター - バスタ新宿（新宿駅南口）（京王バス）夜行便あり
名鉄バスセンター・栄 - 昼神温泉・飯田 （信南交通）
名鉄バスセンター・栄 - 伊那・駒ヶ根・箕輪 （信南交通・伊那バス）
名鉄バスセンター - 松本 （アルピコ交通）
名鉄バスセンター - 新潟 （新潟交通）夜行便あり

東海北陸道高速バス （富山地方鉄道）
名鉄バスセンター - 富山駅

北陸道特急バス
名鉄バスセンター・名古屋駅 - 福井駅東口（福井鉄道・京福バス・JR東海バス）
名鉄バスセンター・名古屋駅 - 金沢駅西口 （JR東海バス・西日本JRバス・北陸鉄道）

ひだ高山号（JR東海バス・濃飛バス）
名鉄バスセンター・名古屋駅 - 高山濃飛バスセンター

白川郷・金沢線（北陸鉄道）
名鉄バスセンター - 白川郷 - 金沢駅西口

リゾートエクスプレス（富士急バス）季節運行
名鉄バスセンター・星ヶ丘 - 富士急ハイランド・河口湖駅・富士山駅

名古屋 - 奈良線（奈良交通）
名鉄バスセンター - 大和高原山添 - 大和高原都祁 - 天理（櫟本） - JR奈良駅 - 近鉄奈良駅

名神ハイウェイバス・京都線（JR東海バス・名阪近鉄バス・西日本JRバス）
JR名古屋駅 - 京都駅
2025年4月1日の改正で名鉄バスセンターの発着は廃止となった。
名神ハイウェイバス・神戸線（JR東海バス・名阪近鉄バス・西日本JRバス）
JR名古屋駅 - 三宮駅
・2025年3月より名阪近鉄バスも神戸線に参入。
・2025年4月1日の改正で名鉄バスセンター・ポートピアホテルの発着は廃止となった。
名古屋岡山線（両備バス）
名鉄バスセンター - 山陽インター - 岡山インター - 岡山駅 - 倉敷駅 夜行便あり

### 近距離高速バス
名古屋・関美濃線（岐阜バス）
名鉄バスセンター ・栄  - 関シティターミナル - 中濃庁舎 岐阜県美濃市、関市と愛知県名古屋市を結ぶ高速バス（昼行）で岐阜バスと共同運行している。2017年9月9日から2021年5月31日までは名鉄バスが運行を休止しており、岐阜バスが高速名古屋線として単独運行していた。岐阜バス運行便、名鉄バス運行便ともmanacaなどの交通系ICカードが利用できるほか、岐阜バス運行便のみayucaも利用できる。岐阜バス運行便は2024年3月2日よりmanacaなどの交通系ICカードが利用可能となった。
名古屋・桃花台線
2005年10月1日運行開始。
名鉄バスセンター・栄 - 小牧駅 - 桃花台センター - 桃花台東・明治村
- 小牧市内間（元町3丁目 - 桃花台東・明治村間の各停留所）のみの乗降も可能。
- 使用車両は、三菱ふそう製のエアロエースまたは日野自動車製のセレガ。
- manacaや全国の交通系ICカード乗車券に対応している。
- 経由ルートは異なるが、栄や名古屋駅（名鉄バスセンター）へ向かう名鉄小牧線の利用客と競合している。

多治見線（東濃鉄道）
2001年10月20日運行開始。
名鉄バスセンター・栄 - 中央道桃花台・皐ヶ丘・桂ヶ丘・桜ヶ丘
- 使用車両は、桃花台線と共通運用。
- 名鉄バス担当便のみmanacaや全国の交通系ICカード乗車券に対応している。また回数乗車券が発売されている。
- 名鉄バス担当便は、朝夕ラッシュ時のみ運行。

名古屋・高針線
2003年5月13日運行開始。
香久山系統 名鉄バスセンター - 栄 -《名古屋高速2号東山線》‐ 牧の原 - 極楽 - 香久山 - 南高上 - 愛知学院大学
特急学院系統 名鉄バスセンター - 《名古屋高速2号東山線》‐ 牧の原 - 極楽 - 竹の山南 - 愛知学院大学
- 使用車両は、三菱ふそう製のエアロエースまたは日野自動車製のセレガ。

2022年11月1日運行開始。
ジブリパーク直行系統 名鉄バスセンター - 《名古屋高速2号東山線》‐ 《名古屋第二環状自動車道》‐ 《東名高速道路》‐ 《名古屋瀬戸道路》‐ 《猿投グリーンロード》‐ 愛・地球博記念公園
愛知学院大学経由系統 名鉄バスセンター - 《名古屋高速2号東山線》‐ 牧の原 - 極楽 - 竹の山南 - 愛知学院大学 ‐ 愛・地球博記念公園
- 使用車両は、三菱ふそう製のエアロエースまたは日野自動車製のセレガ。
- ジブリパーク休園日は直行系統は運休、愛知学院大学経由便は愛知学院大学までの運行となる。
- manacaや全国の交通系ICカード乗車券に対応している。

高速長島温泉線 （三重交通）
名鉄バスセンター - なばなの里 - 長島スポーツランド - 長島温泉
- 使用車両は、津島営業所のエアロエースまたはセレガ（いずれも都市間高速車）が中心である。土休日等繁忙期の増発便では、他の営業所の車両が応援に入ることもあり、貸切車も一部使用される。
- manacaや全国の交通系ICカード乗車券に対応している。三重交通担当便はこれに加えemicaにも対応している。なお、増発便にて一部使用される貸切車は、manacaや全国の交通系ICカードが使用できず、現金のみの取り扱いとなる。
- 国道23号経由の名古屋長島温泉線は三重交通が単独運行していた。

### 夜行高速バス

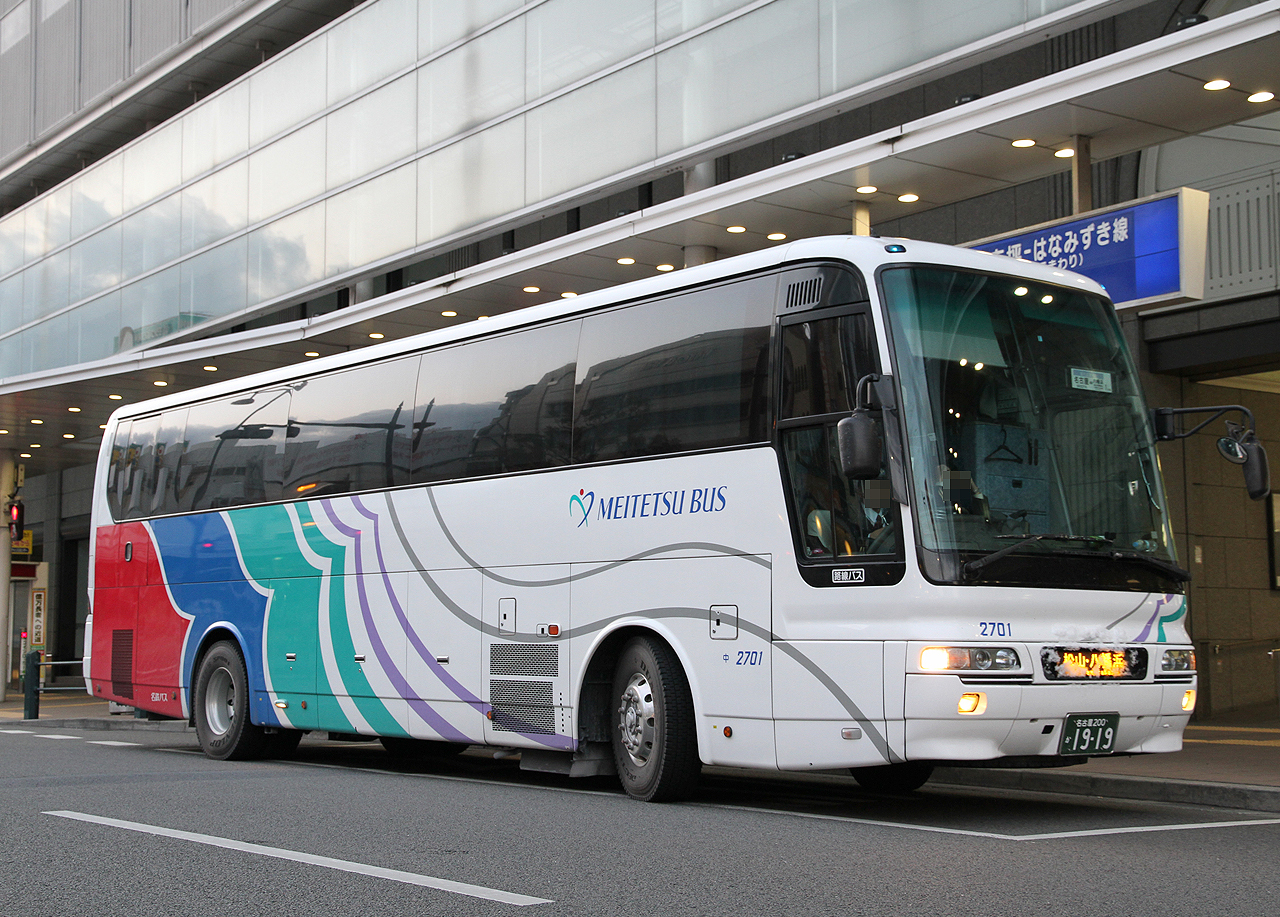
夜行高速バス（2701号車）

昼行高速バスと重なるものは省略。カッコ内は共同運行会社。
青葉号（宮城交通）
名鉄バスセンター・浜松駅 - 仙台駅前

瀬戸内エクスプレス名古屋号（JR東海バス・JR四国バス・伊予鉄バス）
名古屋駅（新幹線口） - 徳島・高松・松山

どんたく号（西鉄バス）
名鉄バスセンター - 小倉駅前・西鉄天神高速バスターミナル・博多バスターミナル

名古屋～宇都宮・郡山線（福島交通）
名鉄バスセンター - 佐野・鹿沼・宇都宮駅・西郷・須賀川・郡山駅前

名古屋～上高地線（名鉄バス単独運行）※上高地発は昼行便
名鉄バスセンター - 新穂高ロープウェイ - 平湯バスターミナル - 上高地バスターミナル

### 予約・発券のみの路線
以下の路線は予約・発券・運行支援業務のみ行っている。
- 名古屋 - 高岡線（加越能バス）
- 名古屋 - 郡上ひるがの線（岐阜バス）
- 名古屋 - 高松線（四国高速バス）
  - 2007年3月1日から2013年3月31日までは自社でも運行していた。

### 空港特急バス
名鉄バスでは、中部国際空港および県営名古屋空港にアクセスする空港特急バスを運行している。車両は基本的には全て日野・セレガを使用するが、西春・空港線のみ一般路線であるため一般路線車を使用する。
中部国際空港発着
藤が丘・空港線
中部国際空港 - 藤が丘

豊田・空港線
中部国際空港 - 豊田市

セントレアリムジン
中部国際空港 - 名古屋東急ホテル（空港発のみ） - 栄 - 錦通本町 - 名古屋観光ホテル（2023年10月より運行再開）

県営名古屋空港発着
県営名古屋空港線
名鉄バスセンター - 栄 - 県営名古屋空港 - あいち航空ミュージアム（休止中）

西春・空港線（一般路線）
西春駅 - 県営名古屋空港 - エアポートウォーク
西春駅 - 県営名古屋空港（快速）

### 一般路線バス
詳細は各営業所・管理所の記事を参照。
名鉄バスでは2019年4月より段階的に系統番号を導入しており、基幹バス本地ヶ原線、津島営業所管内、蒲郡管理所管内の路線に導入された。同年10月からは名古屋営業所の残りの路線、一宮営業所、春日井営業所、豊田営業所管内の路線に系統番号を導入、翌2020年4月から知立営業所管内の路線に系統番号が導入された。
岡崎営業所管内では、2009年3月より岡崎市の総合交通政策の一環として先に系統番号を導入していたが、2020年4月に系統番号の変更が行われた。

### 深夜バス
一般路線と都市間高速バス路線で運行される。基本的には片道運行。出発時刻は23:00以降である。行き先表示には「深夜」「深夜バス」の表記がある。運賃は通常の2倍の場合が多い。乗車区間の定期券の場合は定期券を提示した上で乗車区間の普通運賃を支払う。基本的には平日（月 - 金曜日）の運行だが、土曜日も運行する路線もある。

#### 一般路線
平日（月 - 金曜日）運行
- 東岡崎駅 → 大樹寺
- 東岡崎駅 → 東名岩津
- 名鉄一宮駅 → 起（郷北）
- 名鉄一宮駅 → 宮田本郷
- 星ヶ丘 → 五色園
- 藤が丘 → トヨタ博物館前 ※2022年現在は、この路線のみ通常運行されている。
- 春日井駅 → 桃花台東
- 名鉄バスセンター → 大坪（岩塚経由）（2015年9月までは金曜日のみ運行）

平日（金曜日土曜日運行）
- 高蔵寺駅北口 → 藤山台東（円福寺前経由）
- 高蔵寺駅北口 → 石尾台南（中央台経由）
- 高蔵寺駅北口 → 石尾台南（白山橋経由）
  - 高蔵寺駅北口発の路線は一般路線のルートとは異なるため、運賃は異なる。

2020年4月から運行日減便

#### 都市間高速バス路線
平日（月 - 金曜日）運行
- 名鉄バスセンター → 愛知学院大学前

### コミュニティバス
各市町村などから、コミュニティバスの運行を委託している。
- i-バス - 一宮市
- あんくるバス - 安城市
- かすがいシティバス - 春日井市
- 刈谷市公共施設連絡バス - 刈谷市
- くるりんばす - 日進市
- 津島市ふれあいバス - 津島市
- とよたおいでんバス - 豊田市
- ふれんどバス - 碧南市・西尾市
- 六万石くるりんバス - 西尾市
- サンマルシェ循環バス - 高蔵寺ニュータウンセンター開発株式会社

### 送迎バス・特定輸送
- 特定バス事業
  - 名古屋競輪場や三菱重工業関連などの特定輸送を行っている。

### 過去に運用されていた、送迎バス
- イオンから受託するシャトルバス
  - 上小田井駅 - mozoワンダーシティ（一宮営業所が担当）2021年、3月28日をもって運行終了となった。

イオンモール熱田と金山駅、イオンモールナゴヤドーム前と大曽根駅前を結ぶシャトルバスも運行していたが、2020年4月1日から前者は名阪近鉄バス、後者はレスクルへ移管された。
イオンモール熱田から熱田地域を巡回するシャトルバスも運行していたが、2020年7月1日からレスクルへ移管された。

## 廃止・撤退路線

### 路線バス
- 名岐線
  - 名鉄バスセンター - 清洲 - 稲沢 - 東一宮 - 柳津 - 新岐阜 - 長良北町 - 高富
  - 名鉄バスセンター - 清洲 - 稲沢 - 東一宮 - 笠松本町 - 新岐阜
  - 名鉄バスセンター - 清洲 - 稲沢 - 東一宮 - 尾張一宮駅前 - 中和羊毛前
  - 名鉄バスセンター - 清洲 - 稲沢 - 東一宮 - 印田
- 奥田線
  - 名鉄バスセンター - 清洲 - 高重 - 奥田団地前 - 高御堂 - 国府宮
  - 大里駅前 - 高重 - 大矢 - 奥田団地前 - 高御堂 - 国府宮
  - 国府宮 - 高御堂 - 奥田団地前 - 大矢ソニー前 - 中之庄 - 甚目寺観音前 - 中村公園前
  - 国府宮 - 高御堂団地 - 奥田団地前 - 大矢ソニー前 - 中之庄
- 名新線
  - 名鉄バスセンター - 西枇杷島 - 新川役場前 - 豊和工業前
- 名岐バイパス線
  - 名鉄バスセンター - 押切町 - 中之郷 - 東一宮（一宮名鉄百貨店前）
- 竹鼻線
  - 東一宮 - 尾張一宮駅前 - 馬引 - 尾張中島 - 濃尾大橋口 - 竹鼻駅前 - 岐阜羽島駅前
  - 竹鼻駅前 - 羽島駅前 - 下土手 - 羽島バスストップ
- 下呂線
  - 名鉄バスセンター - 犬山遊園 - 飛水峡 - 白川口駅前 - 飛騨金山 - 下呂温泉
  - 名鉄バスセンター - 犬山遊園 - 日本ライン乗船センター - 飛水峡 - 白川口駅前 - 飛騨金山 - 下呂温泉
- 名犬バイパス線
  - 名鉄バスセンター - 伏見町 - 県庁前 - 黒川 - 小牧駅
  - 名鉄バスセンター - 伏見町 - 県庁前 - 黒川 - 名古屋空港
- 名犬線
  - 名鉄バスセンター - 伏見町 - 県庁前 - 上飯田 - 桜井 - 小牧駅 - 犬山 - 犬山遊園
  - 名鉄バスセンター - 伏見町 - 県庁前 - 上飯田 - 桜井 - 小牧駅
  - 名鉄バスセンター - 伏見町 - 県庁前 - 上飯田 - 味美駅
- 名半・名犬線
  - 加木屋 - 名和 - 神宮前 - 名鉄バスセンター - 伏見町 - 県庁前 - 上飯田 - 桜井 - 小牧 - 犬山 - 犬山遊園
- 下末線
  - 名鉄バスセンター - 伏見町 - 県庁前 - 上飯田 - 春日井（名鉄小牧線側） - 下末 - 本庄 - 池之内 - 野口大山
  - 名鉄バスセンター - 伏見町 - 県庁前 - 上飯田 - 春日井 - 下末 - 大草
  - 名鉄バスセンター - 伏見町 - 県庁前 - 上飯田 - 春日井 - 下末 - 小牧駅
  - 小牧駅 - 味岡 - 本庄 - 池之内 - 野口大山
  - 小牧駅 - 下末 - 本庄 - 池之内 - 野口大山
  - 小牧駅 - 下末 - 大草 - 池之内 - 野口大山
- 名多線
  - 名鉄バスセンター - 勝川駅前 - 鳥居松 - 坂下 - 多治見駅前（東濃鉄道と共同運行、後に東濃鉄道のみの運行）
  - 名鉄バスセンター - 勝川駅前 - 鳥居松 - 坂下 - 高森台西 - 藤山台南
  - 名鉄バスセンター - 勝川駅前 - 鳥居松 - 坂下 - 高森台西
- 名中線
  - 名鉄バスセンター - 恵那市 - 中津川
- 春日井線
  - 名鉄バスセンター - 瀬古 - 松河戸 - 鳥居松 - 春日井市民病院前
  - 名鉄バスセンター - 大永寺 - 松河戸 - 鳥居松 - 春日井市民病院前
  - 名鉄バスセンター - 大永寺 - 松河戸 - 鳥居松 - 篠木車庫前
- 津島・春日井線
  - 津島 - 東神守 - 安松 - 名鉄バスセンター - 瀬古 - 松河戸 - 鳥居松 - 春日井市民病院前
- 給父線
  - 津島 - 西川端 - 給父 - 地泉院前
  - 津島 - 早尾 - 給父
- 志段味線
  - 名鉄バスセンター - 守山 - 小幡 - 志段味支所前 - 高蔵寺駅北口
- 瀬戸線
  - 名鉄バスセンター - 守山 - 小幡 - 瀬戸駅前 - 赤津 - 飯野 - 上仁木・小渡・豊田市
  - 名鉄バスセンター - 守山 - 小幡 - 瀬戸駅前 - 赤津
  - 名鉄バスセンター - 守山 - 小幡 - 瀬戸駅前 - 品野
  - 名鉄バスセンター - 守山 - 小幡 - 森林公園ゴルフ場前
  - 名鉄バスセンター - 守山 - 小幡 - 旭団地
  - 名鉄バスセンター - 守山 - 小幡 - 牛牧住宅
  - 名鉄バスセンター - 守山 - 小幡住宅
- 瀬戸・本地ヶ原線
  - 名鉄バスセンター - 守山 - 小幡 - 印場 - 四軒家 - 古出来町 - 名鉄バスセンター《循環》
- 名古屋旭線
  - 名鉄バスセンター - 守山 - 小幡 - 印場 - 長久手車庫
- 依佐見団地線
  - 知立 - 依佐見団地 - 野田 - 高須町 - 刈谷駅南
- 知立・長島温泉線
  - 知立 - 刈谷駅前 - 大府駅前 - 元塩町 - 大江 - 六号地 - 長島温泉
- 鳴海線
  - 瀬戸公園 - 岩作 - 島田 - 野並 - 鳴海駅前 - 大高駅前 - 名和
  - 神宮前 - 内浜町 - 野並 - 鳴子みどりケ丘
  - 鳴海駅 - 鳴子みどりケ丘 - 天白消防署 - 地下鉄原（この書体の区間を短縮し、平針運転免許試験場経由のループ線に変更）
- 名半線
  - 名鉄バスセンター - 神宮前 - 名和 - 加木屋 - 阿久比役場前 - 知多半田駅（知多乗合と共同運行）
  - 名鉄バスセンター - 神宮前 - 名和 - 加木屋 - 横須賀 - 大日堂前
- 武豊線
  - 名鉄バスセンター - 神宮前 - 鳴海 - 大府本町 - 緒川駅前 - 亀崎 - 本町1丁目 - 武豊大足 - 富貴（知多乗合と共同運行)
- 碧南直通線
  - 名鉄バスセンター - 神宮前 - 鳴海 - 大府本町 - 緒川駅前 - 元中根 - 吉浜 - 衣浦温泉前 - 碧南駅前
- 安城・新川線
  - 新安城 - 池浦 - 安城駅前 - 安城市役所前 - 榎前 - 北新川駅前
- 安城・高棚線
  - 新安城 - 池浦 - 安城駅前 - 安城市役所前 - 榎前 - 高棚
- 安城線
  - 新安城 - 篠目 - 安城駅前- 安城更生病院
  - 若林駅前 - デンソー前 - 新安城 - 池浦 - 安城駅前 - 安城更生病院 - デンパーク - マーメイドパレス - 東端
  - 新安城 - 豊臣機工前
- 碧南線
  - 碧南中央駅 - 碧南市民病院 - 鷲塚 - 西尾 - 西尾車庫前
- 稲武線
  - 豊田市 - 平戸橋 - 西中金 - 足助 - 伊勢神 - 稲武
- 杉本線
  - 足助 - 豊岡 - 新盛 - 杉本 - 小渡（おど）
- 御蔵線
  - 足助 - 豊岡 - 大蔵 - 御蔵 - 月原（わちばら）
- 二タ宮線
  - 足助 - 桑田和 - 川面上 - 桑田和 - 二タ宮 - 明川 - 上明川
  - 足助 - 桑田和 - 二タ宮 - 明川 - 上明川
- 田口線
  - 稲武 - 川向 - 田口
  - 田口 - 名倉澄川
- 押山線
  - 稲武 - 押山
- 根羽線
  - 稲武 - 上郷 - 根羽（唯一、長野県に乗り入れていた）
- 萩線
  - 国府駅 - 萩
- 浜松線（遠州鉄道・豊橋鉄道と共同運行）
  - 東岡崎駅 - 国府 - 豊橋市役所 - 三ヶ日 - 気賀四ツ角 - 浜松駅 - 遠鉄浜松
- 岐阜高富線（岐阜バスに譲渡）
  - 西鏡島 - 千手堂 - 岐阜駅前 - 新岐阜 - 徹明町 - 長良北町 - 高富
- 羽島線
  - 高富 - 長良北町 - 徹明町 - 新岐阜 - 岐阜駅前 - 加納駅前 - 笠松駅前 - 森 - 電話局前 - 岐阜羽島駅前
- 豊田・渋谷線（とよたおいでんバスに移管。路線・運行会社の変更なし）
  - 豊田市 - 東山町5丁目
- 岩倉・小牧線
  - 岩倉 - 小木 - 小牧南高校前 - 元町三丁目 - 小牧市役所 - 小牧駅（この書体の区間のみ廃止。現在は八剱・小牧市役所経由に変更）
- 小木線（旧）
  - 名鉄バスセンター - 浄心 - 藤島団地 - 小牧市役所 - 小牧駅
  - 名鉄バスセンター - 浄心 - 藤島団地 - 岩倉団地 - 岩倉駅
  - 名鉄バスセンター - 浄心 - 藤島団地 - 小牧車庫
  - 名鉄バスセンター - 浄心 - 下小針 - 小牧市役所 - 小牧駅
  - 名鉄バスセンター - 浄心 - 下小針 - 小牧車庫
  - 小牧 - 横内 - 上小口
- 小木線（新）
  - 上小田井 - 藤島団地 - 元町三丁目 - 小牧市役所 - 小牧駅
  - 上小田井 - 藤島団地 - 岩倉団地 - 岩倉駅
  - 上小田井 - 藤島団地 - とみづか - 上小田井（終端部循環）
- 明治村線（現在は経路変更の上、岐阜バス)
  - 犬山駅（東口） - 犬山ニュータウン - 尾張富士 - 明治村
  - 犬山駅（東口） - 犬山ニュータウン - 入鹿池乗船場 - 明治村
  - 犬山遊園 - 犬山駅（東口） - 犬山ニュータウン - 尾張富士 - 明治村
- 入鹿遊園線
  - 犬山駅（東口） - 犬山ニュータウン - 奥入鹿遊園
- 日の出団地線（明治村線と統合の上、現在は岐阜バス）
  - 犬山駅（東口） - 犬山ニュータウン - 日の出団地
  - 犬山駅（東口） - 犬山ニュータウン - 日の出団地 - 前原台6
- リトルワールド線（経路変更の上、現在は岐阜バス）
  - 犬山駅（東口） -《直行》- リトルワールド
  - 犬山遊園 - 犬山駅（東口） -《直行》- リトルワールド
  - 西可児駅 - 愛岐ヶ丘口 - リトルワールド
- 今井線
  - 犬山駅（東口） - 富岡 - 今井 - リトルワールド
- 鵜沼緑苑団地線（現在は岐阜バス）
  - 犬山駅（西口） - 新鵜沼駅前 - 《循環》鵜沼緑苑団地
  - 新鵜沼駅前 - 《循環》鵜沼緑苑団地
- 草井線
  - 犬山駅（西口） - 草井 - すいとぴあ江南 - 江南駅
- 犬山線
  - 犬山駅（西口） - 草井 - 宮田本郷 - 丹羽 - 新一宮駅
- 特急リトルワールド線
  - 明治村 - リトルワールド
- イオンモール熱田シャトルバス
  - 金山駅南口 - イオンモール熱田（2020年4月1日から名阪近鉄バスへ移管。名古屋中央と知立（日曜日・祝日のみ）が担当していた。）
- イオンモールナゴヤドーム前シャトルバス
  - 大曽根駅前(東大曽根) - イオンモールナゴヤドーム前（2020年4月1日からレスクルへ移管。春日井が担当していた。）
- イオンモール熱田巡回バス
  - イオンモール熱田 → 旗屋小学校 → 名古屋学院大学 → 神宮前駅 → イオンモール熱田（2020年7月1日からレスクルへ移管。知立が担当していた。）

など

### 高速バス
- 名鉄バスセンター - 県庁前 - 小牧駅
- 西可児線（東濃鉄道）
  - 名鉄バスセンター・栄 - リトルワールド・四季の丘
  - 名鉄のみ撤退、路線は存続するも可児市役所線との統合により終点が鳴子公園・可児車庫に変更。
- 名古屋-豊田線
  - 名鉄バスセンター・栄 - 豊田市・五ヶ丘ニュータウン
  - 2004年10月18日に運行開始。2019年3月31日限りで豊田市～五ヶ丘ニュータウン間が廃止され、2020年3月31日限りで名鉄バスセンター～豊田市間も廃止されて路線廃止[20]。
- 東名名古屋線（遠州鉄道）
  - 名鉄バスセンター - 遠鉄浜松駅
- 名鉄バスセンター - 茅野（諏訪バス）
- 名鉄バスセンター - 山中グランドホテル
  - 運行開始時は一定期間毎の相互運行、後に北陸鉄道の単独運行
- ファンタジア号（広島電鉄）
  - 名鉄バスセンター - 三次・広島
- 名鉄バスセンター - 岩国・徳山・防府・山口・萩
  - 季節運行[21]
- 名鉄バスセンター - 新居浜住友病院前・西条駅前・今治駅前
  - 季節運行[22]
- げんかい号（西日本鉄道）
  - 名鉄バスセンター- 北九州 ・大牟田・荒尾（途中から荒尾へ延長）
- 西海路号（西肥自動車）
  - 名鉄バスセンター - 佐世保・ハウステンボス
  - 1999年に名鉄のみ撤退、2011年9月末に路線廃止。
- ぶんご号（大分バス・大分交通・亀の井バス）
  - 名鉄バスセンター - 大分
  - 1990年代後半頃（時期不明）に名鉄のみ撤退、2016年4月1日名古屋出発便を以って路線廃止[23]。
- 錦江湾号（鹿児島交通・南国交通・林田産業交通）
  - 名鉄バスセンター - 鹿児島
- グラバー号（長崎バス）
  - 名鉄バスセンター - 長崎駅南口・長崎新地ターミナル
- 名古屋 - 徳島線（徳島バス）季節運行・夜行便あり
  - 名鉄バスセンター・栄 - 淡路島・徳島駅
- 不知火号（九州産交バス）
  - 名鉄バスセンター - 桜町 - 熊本駅
- 名古屋・土岐線
  - 名鉄バスセンター - 栄 - 土岐プレミアム・アウトレット
  - 2021年7月3日より東濃鉄道へ移管[24]。manacaや全国の交通系ICカード乗車券には対応していなかった。

グラバー号・不知火号は1999年2月より当社の運用を離れ系列子会社（日本急行バス→名古屋観光日急→名鉄観光バス）に移管されていたが、2009年に名鉄グループのバス事業再編に伴い同年2月1日より当社の運営に戻されていた。

### 空港バス
- 名古屋空港 - 岡崎
- 名古屋空港 - 豊田
- 名古屋空港 - 豊川・豊橋（豊橋鉄道（現豊鉄バス））
- 中部国際空港 - 名古屋駅新幹線口
- 栄・空港線
  - 中部国際空港 - 栄 - 小牧・桃花台ニュータウン（中部国際空港 - 栄 - 名古屋東急ホテル・ヒルトン名古屋間と名鉄バスセンター- 栄 - 小牧・桃花台ニュータウンに分割）
- 西尾・空港線 ：知多乗合・名鉄東部観光バスに完全移管
  - 中部国際空港 - 碧南中央駅 - 西尾駅前
- 赤池・空港線
  - 中部国際空港 - 赤池駅・石神
- 刈谷・空港線 ：知多乗合に完全移管
  - 中部国際空港 - 刈谷駅前・知立駅
- 岡崎・空港線 ：2012年4月1日、知多乗合に路線譲渡
  - 中部国際空港 - 東岡崎駅・岡崎駅
- 四日市・空港線 ：三重交通に完全移管
  - 中部国際空港 - 近鉄四日市・新正車庫

## 車両

### 概説
かつては名古屋市内に同社のバスを製造する三菱自動車工業名古屋製作所（のち三菱ふそうトラック・バス大江バス工場）があったことに加え、名鉄グループ内に名古屋三菱ふそう自動車販売があったことから、地元製造の三菱ふそうに調達を一本化していた。さらに大型車の車体は大半が名古屋自動車製作所製だった。このような経緯から、近年まで高速・路線・貸切車を問わず、大半が三菱ふそう製の車両で占められていた。

名古屋自動車製作所のリストラに伴い、路線バスは1998年から、観光・高速バスは1999年以降、富山県富山市の三菱ふそうバス製造（旧・呉羽自動車工業）製ボディに移行した。一方、名古屋三菱ふそうは2006年、ふそうの販売会社が全国規模で本体へ吸収統合された際に資本関係を解消。三菱ふそうトラック・バス国内販売本部隷下の「名古屋ふそう」を経て、「東海ふそう」となっており、現在はメーカーのふそうから直接購入するようになった。現在もふそうが発注の中心になってはいるものの、近年は一般路線車と近距離特急車を中心に、ふそう製以外の車両も導入されるようになっている。
日野自動車は2004年（平成16年）から取引を始めた。日野がトヨタグループに属することもあってか、大型車は当初は全車両が豊田営業所に新製配置されていた。その後導入された小型車（日野・ポンチョ）や2019年以降に導入された中型車（日野・レインボー）は、現在小型車や中型車を製造しているメーカーがジェイ・バスのみという事情もあり、その他の営業所にも配置されている。
ジェイ・バスで日野と協業を組んでいるいすゞ自動車は、2016年（平成28年）からそれまで導入されてきた日野・ブルーリボンに代わってエルガが導入された。ただしそれ以前にも、いすゞ・エルガとの統合車種である日野・ブルーリボンIIの路線バス仕様が豊田営業所と知立営業所に、近距離高速バス仕様が名古屋営業所に導入された。2022年からはこれまで導入されてきた日野・レインボーに代わってエルガミオも導入されている。
輸入車は1985年に開催された「名古屋インポートフェア」の際には、中型ワンステップバスのバンホールAU138Jを輸入し、会場へのシャトルバス専用車として運用後、各営業所へ分散配置し運用したが、新車投入から10年経たないうちに全廃された。なお、2023年より中国・比亜迪汽車製の電気バス（J6・K8）が導入されている。
路線車の大型車は基本的に標準尺で、前中扉で導入されていた。過去には一部団地など多客路線を持つ営業所には長尺車の導入もあった。また、中扉は基幹バスや長尺車を中心に4枚折戸も存在した。中型車は前後扉を基本としていたが、ワンステップバス導入以降は前中扉となった。また、コミュニティバス受託用など単発的に小型車やマイクロバスの導入もあった。
貸切高速車は大型長尺が基本であったが、貸切車の一部には上高地仕様車や小型車の導入もあった。なお、名鉄バスセンターの高さ制限もあり、三菱ふそう・エアロキングなどのダブルデッカー車の導入は現在までない。
現在はほとんどが自社発注された車両で占められているが、近距離高速バスと一般路線バスのごく一部には、名鉄東部観光バス（現：名鉄観光バス）からの移籍車もある。かつては名古屋観光日急からの移籍車も在籍していたほか、2005年の愛知万博開催時には当時名鉄グループに属していた大鉄観光バス・名鉄クレハ観光バス・おんたけ交通などから一時的に貸切バスが編入されたこともあった。また2021年にはワクチン接種会場へのシャトルバスとして
岐阜バスと宮城交通から8台移籍した。
2005年後半の新車からは、名鉄グループ統一仕様で導入されている。これは名鉄グループ全体で一括して発注し、仕様を統一することによりコストダウンを図るとともに、短期間で大量の車両を更新するものであり、岐阜バスや宮城交通のほか、カラーなどが異なるが北陸鉄道などのグループ会社でも導入されている。同種の事例としては、小田急グループのバス事業者向け統一仕様として小田急グループマテリアルズ仕様があり、小田急バスのほか神奈川中央交通や立川バスなどに導入されている。

### 塗装
路線車の塗装は赤と白を基調とした塗装であり、名鉄グループのバス会社の路線バス車両の大多数もこの塗装に準じている（会社オリジナル塗装を使用することもある）。現在は2004年以前の「旧名鉄色」、2005年のみの「新名鉄バス色」、2006年以降の「新グループ共通色」の3種が存在し、新グループ共通色は「岐阜塗り」の通称で呼ばれる「前面が岐阜乗合自動車（岐阜バス）の意匠、側面が旧名鉄色」の組み合わせのものである。

### 仕様
かつては独自仕様の車両を三菱自動車工業と共同で数多く手がけており、また三菱自動車の試作車を導入する例もあった。

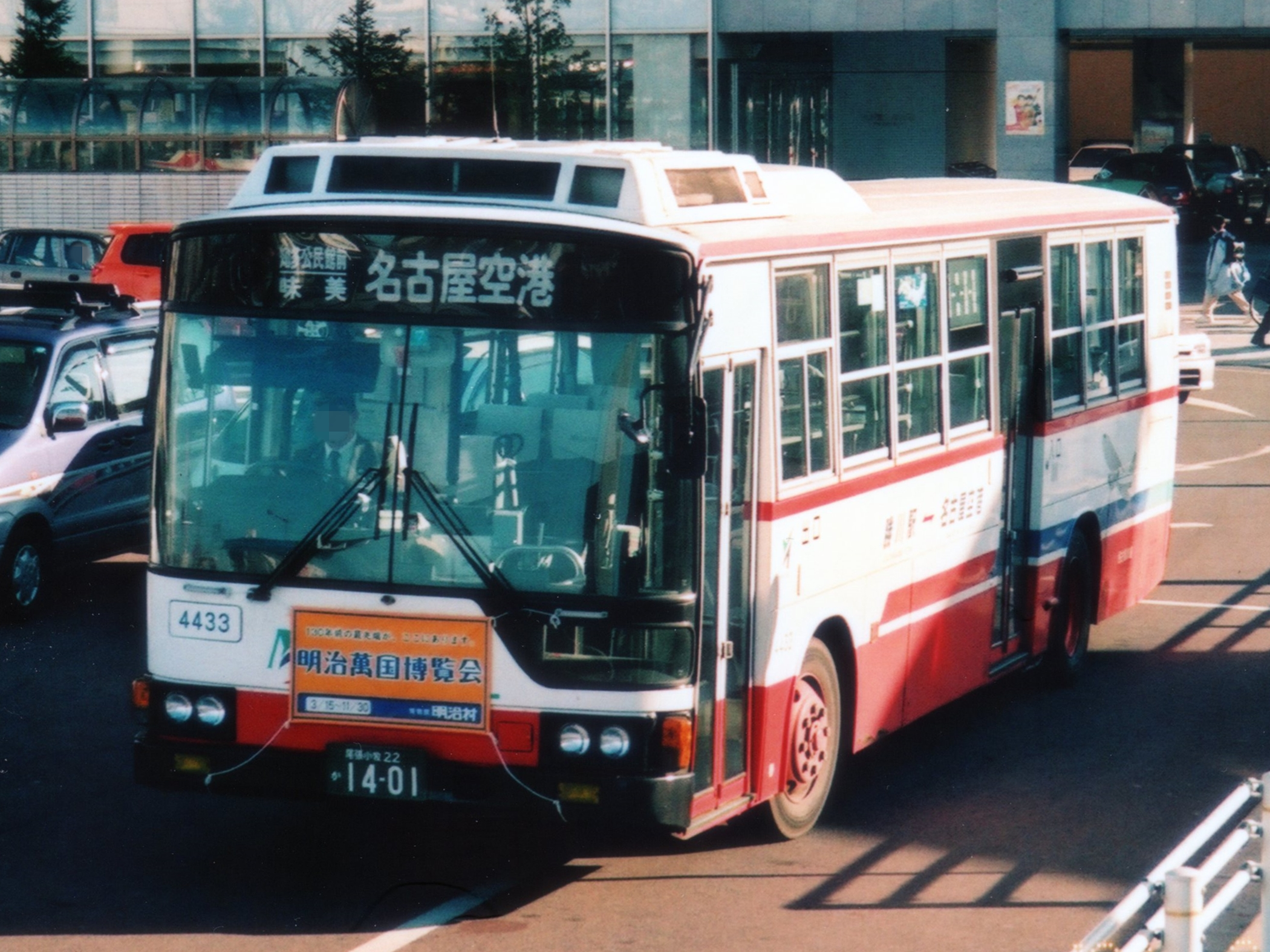
1994年に導入された都市型超低床バスU-MP628M 小牧営業所 4433

- 1963年：MR430 前2軸、後1軸の3軸バス。全長は12mに達した。富士重工ボディ[要出典]
- 1973年：G4ボディベースの試作ワンステップ車（床高さ64cm）
- 1978年：MP118M-4U B35ボディベースの試作ワンステップ車（床高さ62cm）
- 1981年：MP128M 横型エンジン・リアアンダフロアエンジン搭載車両。
- 1984年：MP218M エアロスターベースの試作ノンステップバス（床高さ35cm）後にカタログモデルとなり、岐阜乗合、京浜急行にも納入された。
- 1994年：MP628M 都市型超低床バスの市販型。名鉄納入車のみエアロスターKのフロントフェイスで納入された。

この傾向は近年も続き、2004年に試験的に電気式ハイブリッドバス（三菱ふそう・エアロスターノンステップHEV）を2台導入。その後、2008年・2009年には一般路線用としては全国で初めて三菱ふそう・エアロスターエコハイブリッドを導入し、基幹バスにおいて営業運行に使用していたこともあった。
また車内外の装備品も独自のものを採用する傾向が強く、いわゆる「名鉄仕様」と呼ばれるものであった。
- 涼風バス（1978年より導入された低出力クーラーと強制換気システムを組み合わせたもので、当初の低床バスには直結式冷房に必要なコンデンサなどの機器が床下に置けなかったために導入されたもの）
- 車体屋根上に搭載した広告（正確には系列の岐阜乗合が考案したもの。モノコック時代の路線バスの多くに搭載された）
- リアの3連テールランプ（モノコック時代より初代エアロスターまで継承された）
- 全席ハイバックシートと布ヘッドレストカバー（左右2席が座面・背もたれとも完全に分割されており、ヘッドレストカバーには「MEITETSU」のロゴが刺繍されていた）
- 床の段上げ（2ステップ車は座席のある部分を段上げし、室内に張り出したタイヤハウスを隠すことで全ての椅子の高さが統一されていた）
- メトロ窓と横引きカーテン（MP118の末期から初代エアロスターのほぼ全車。ただし基幹バスは上部引き違い下部固定窓、初期の長尺車はサッシ窓）

冷房化は、1962年桑名線にサブエンジン式冷房車を投入したのが始まりだが、その後期間が空き、1976年に津島線・岐阜市内線にて運行開始した。1978年にはサブエンジン式冷房車から前述の涼風車がまとまって投入されるようになり、1985年大型車が三菱ふそうエアロスターMに代替わりした時から直結冷房車が標準となった。

### 廃車車両の譲渡
車両更新の目安は16年80万キロとしている。
廃車後の車両は、宮城交通や岐阜乗合自動車、北陸鉄道、東濃鉄道、福井鉄道、網走バス などのグループ会社に移籍して引き続き使用されているほか、一部はグループ外の事業者に譲渡されたり、海外へ輸出される車両もある。

### 車両ギャラリー

現行車両
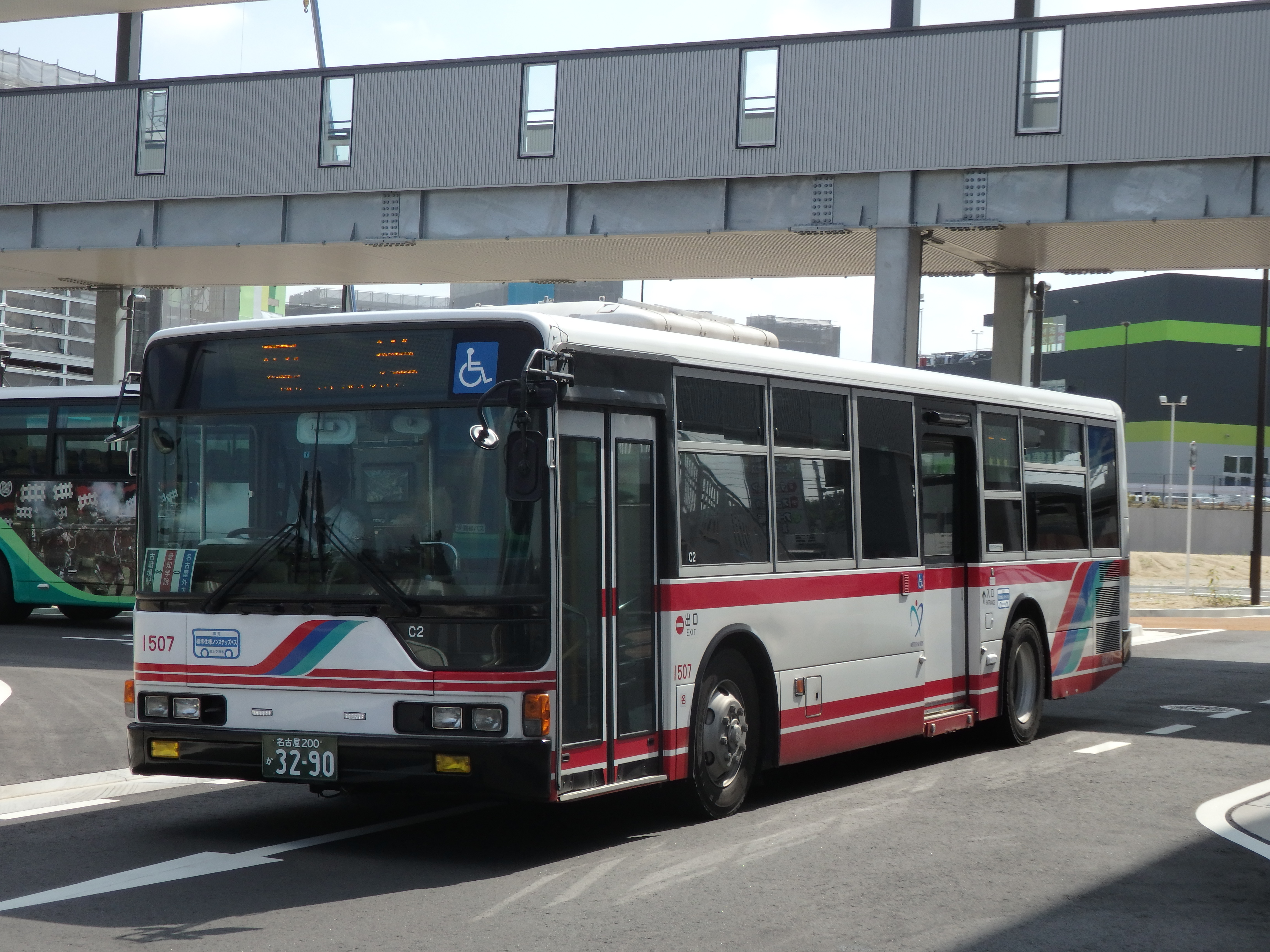
CIカラーのエアロスター 1507号車
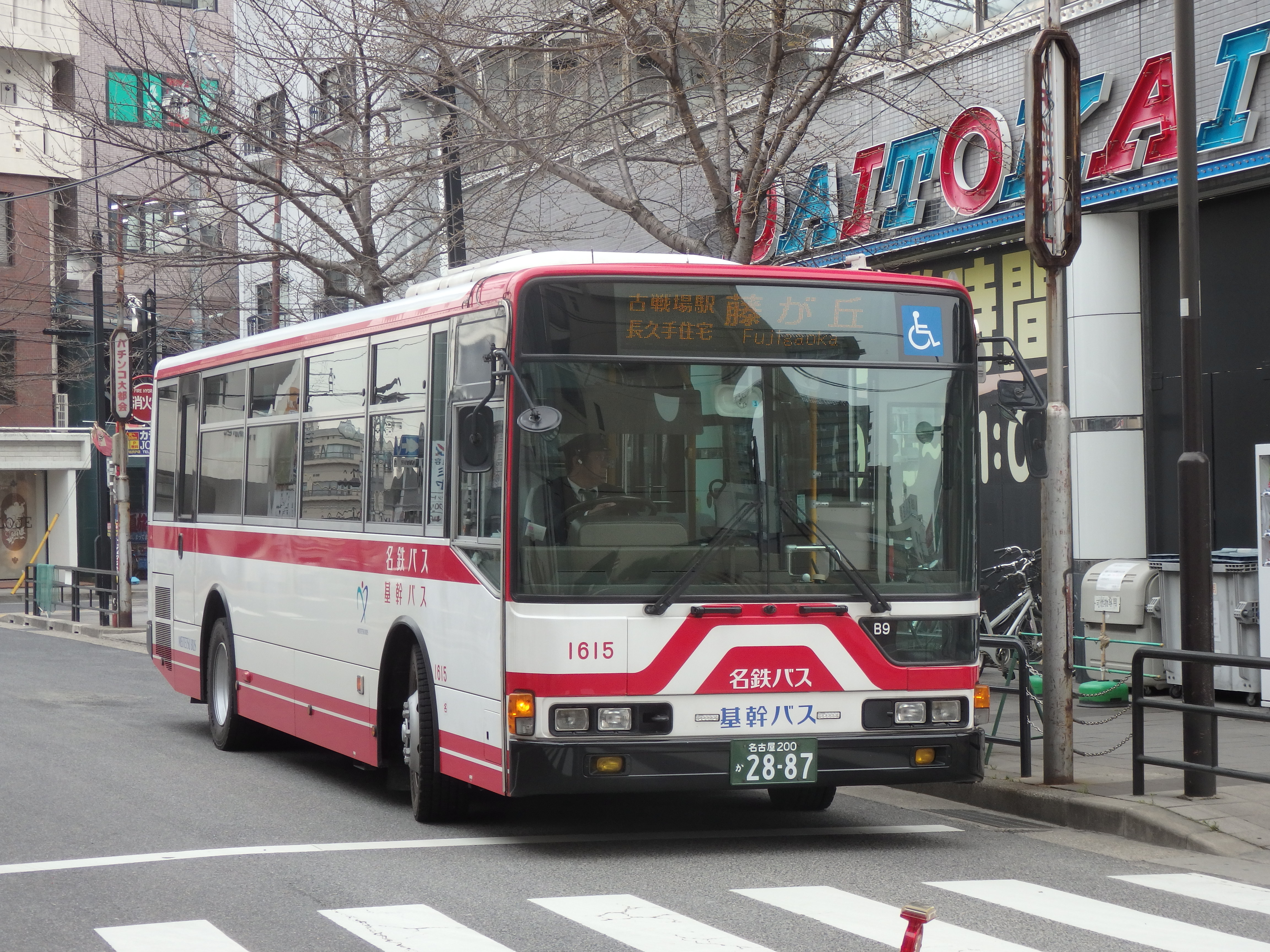
基幹バス仕様のエアロスター 1615号車
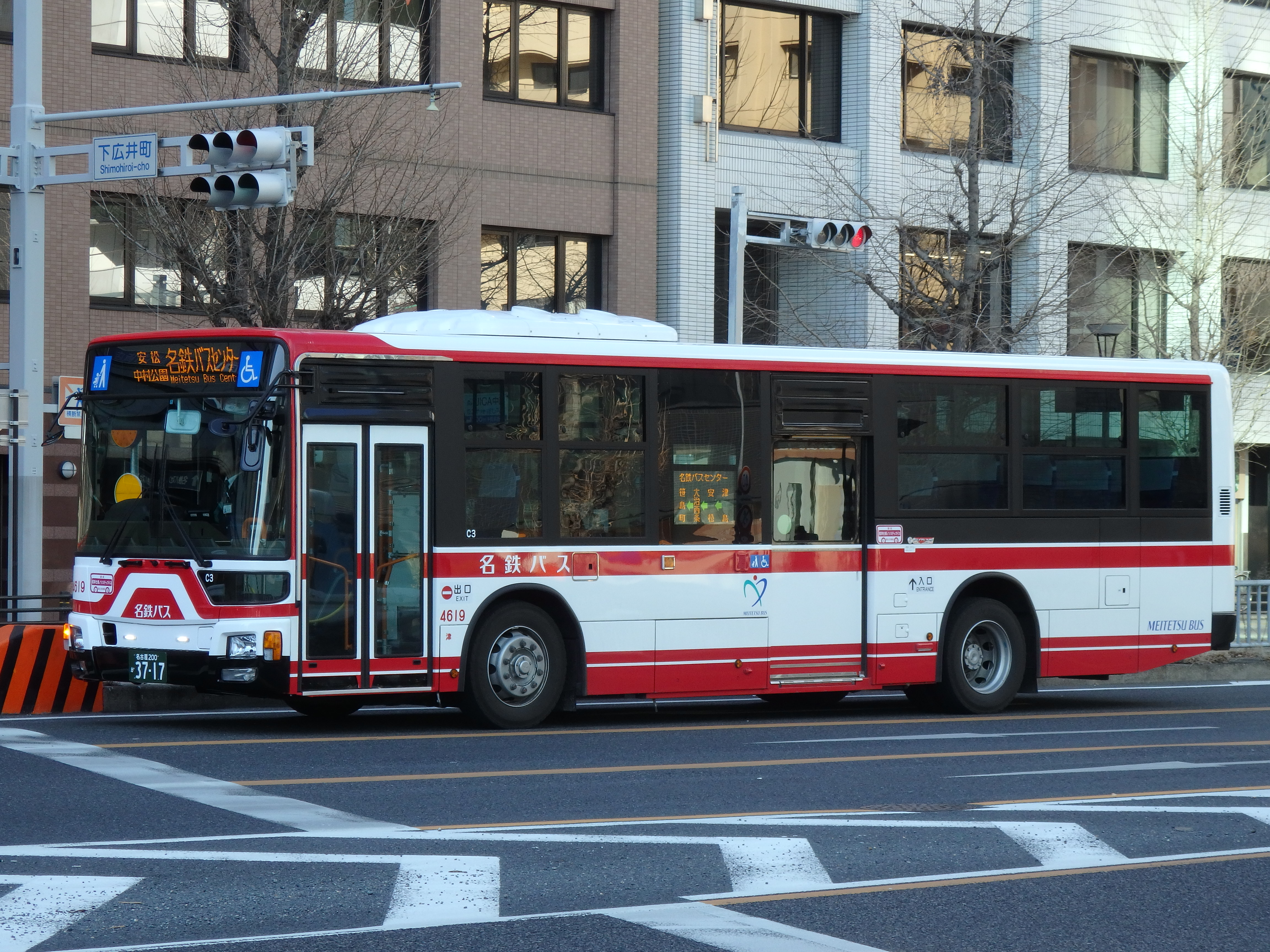
モデルチェンジ後のエアロスター 4619号車
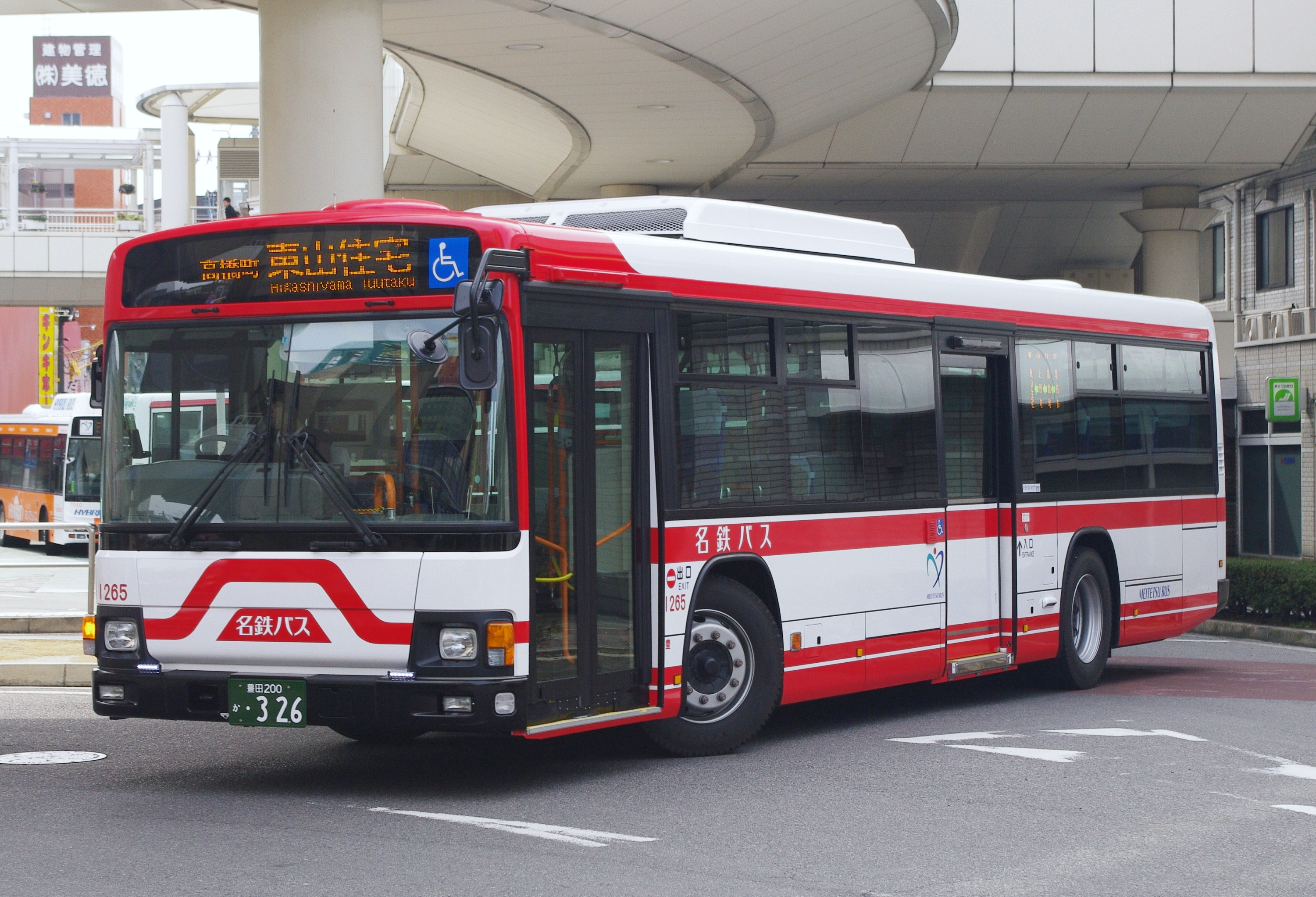
豊田営業所などに在籍する日野・ブルーリボンII 1265号車
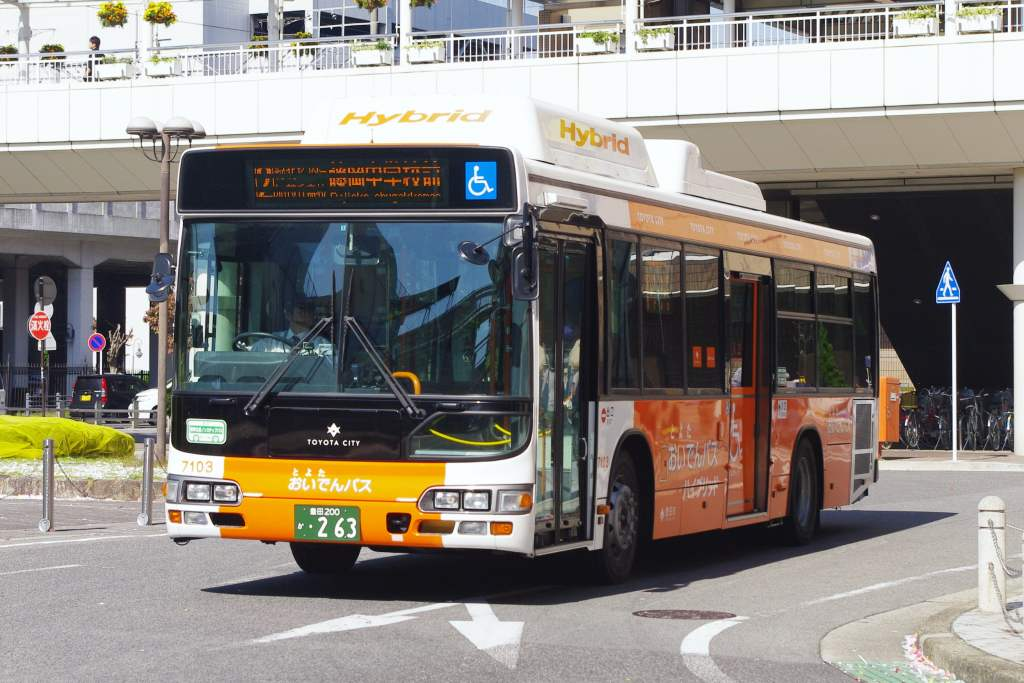
とよたおいでんバス用のブルーリボンシティハイブリッド 7103号車
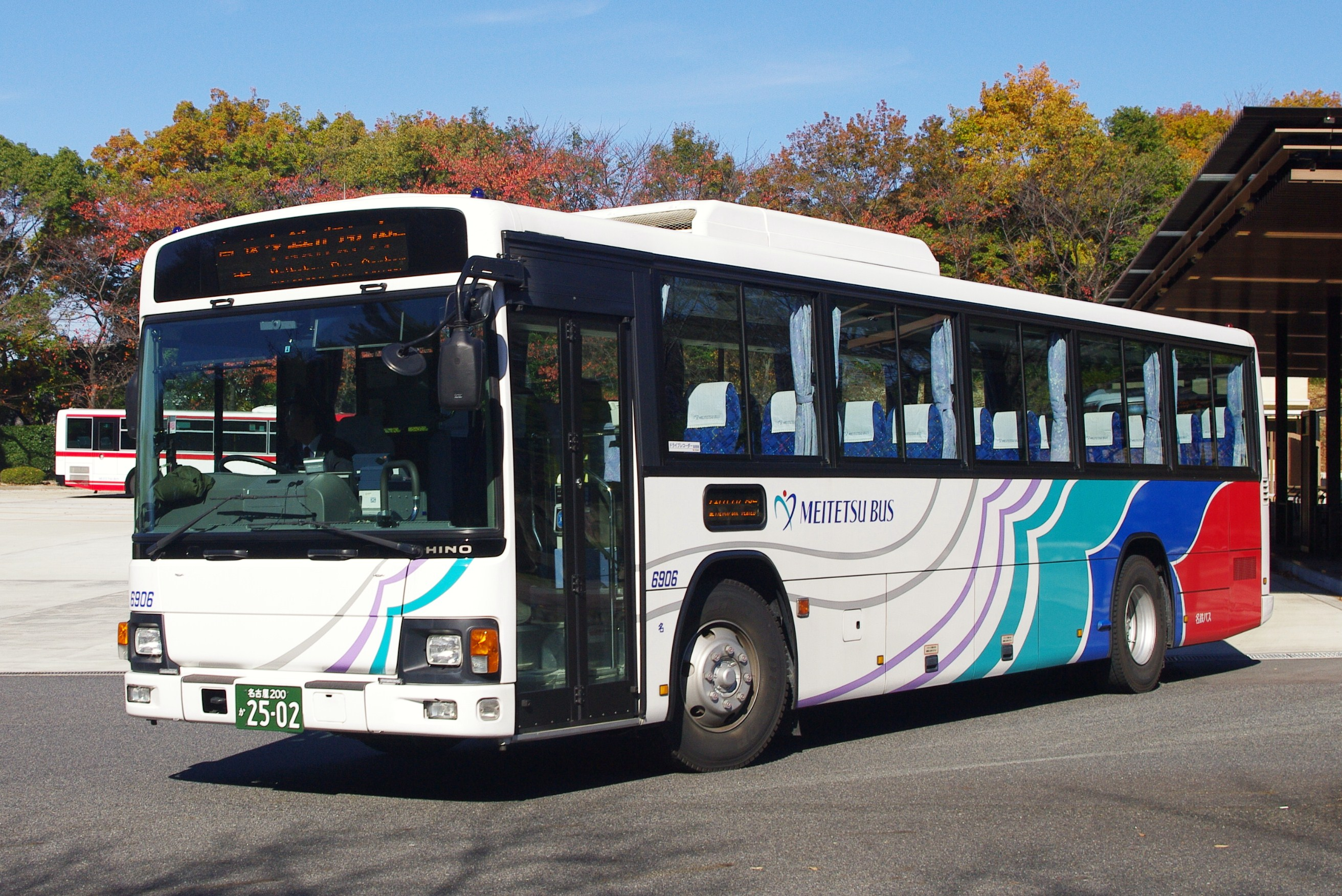
近距離高速・送迎用 ブルーリボンII6906号車
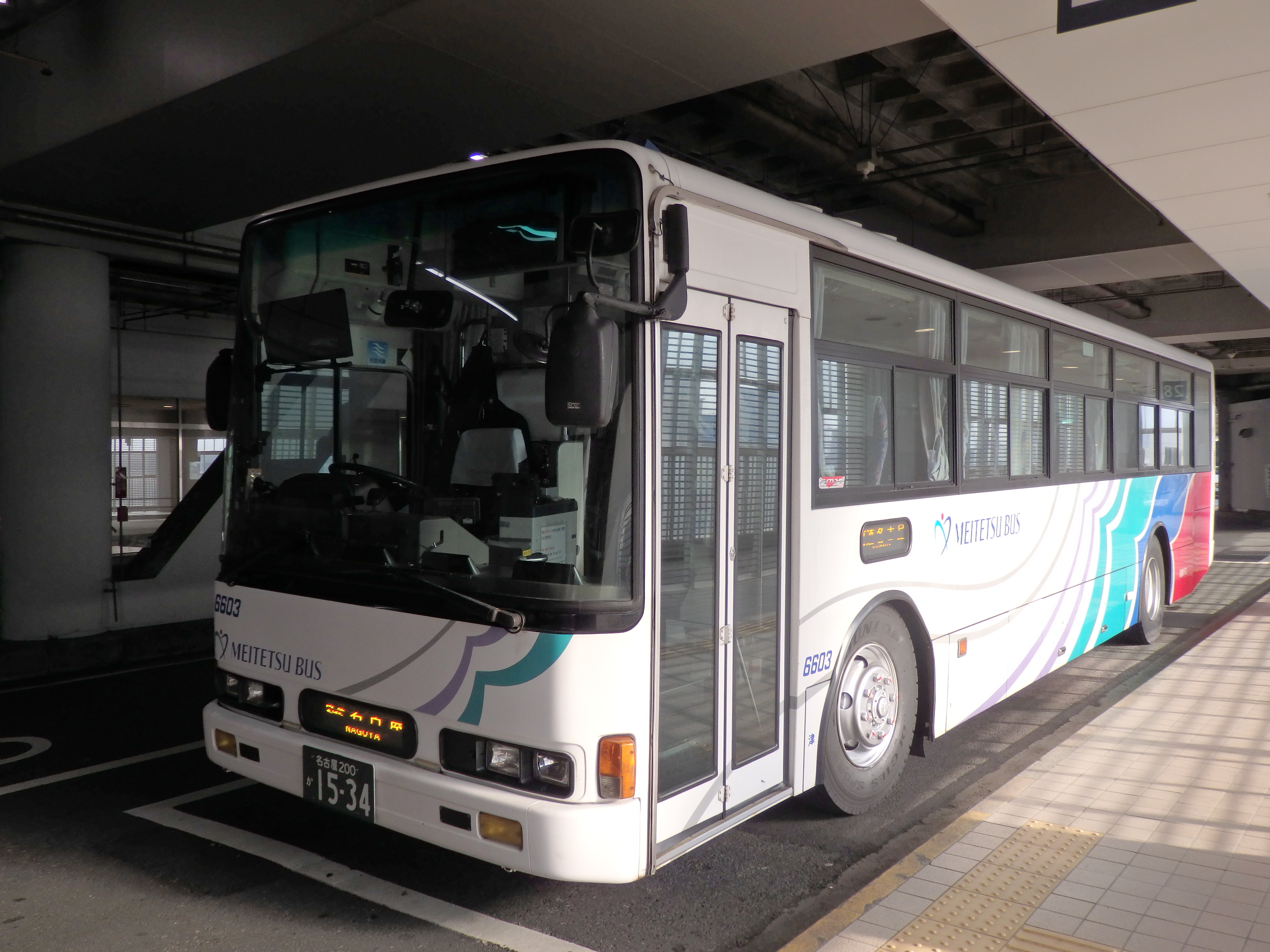
近距離高速・送迎仕様のエアロスターツーステップ 6603号車
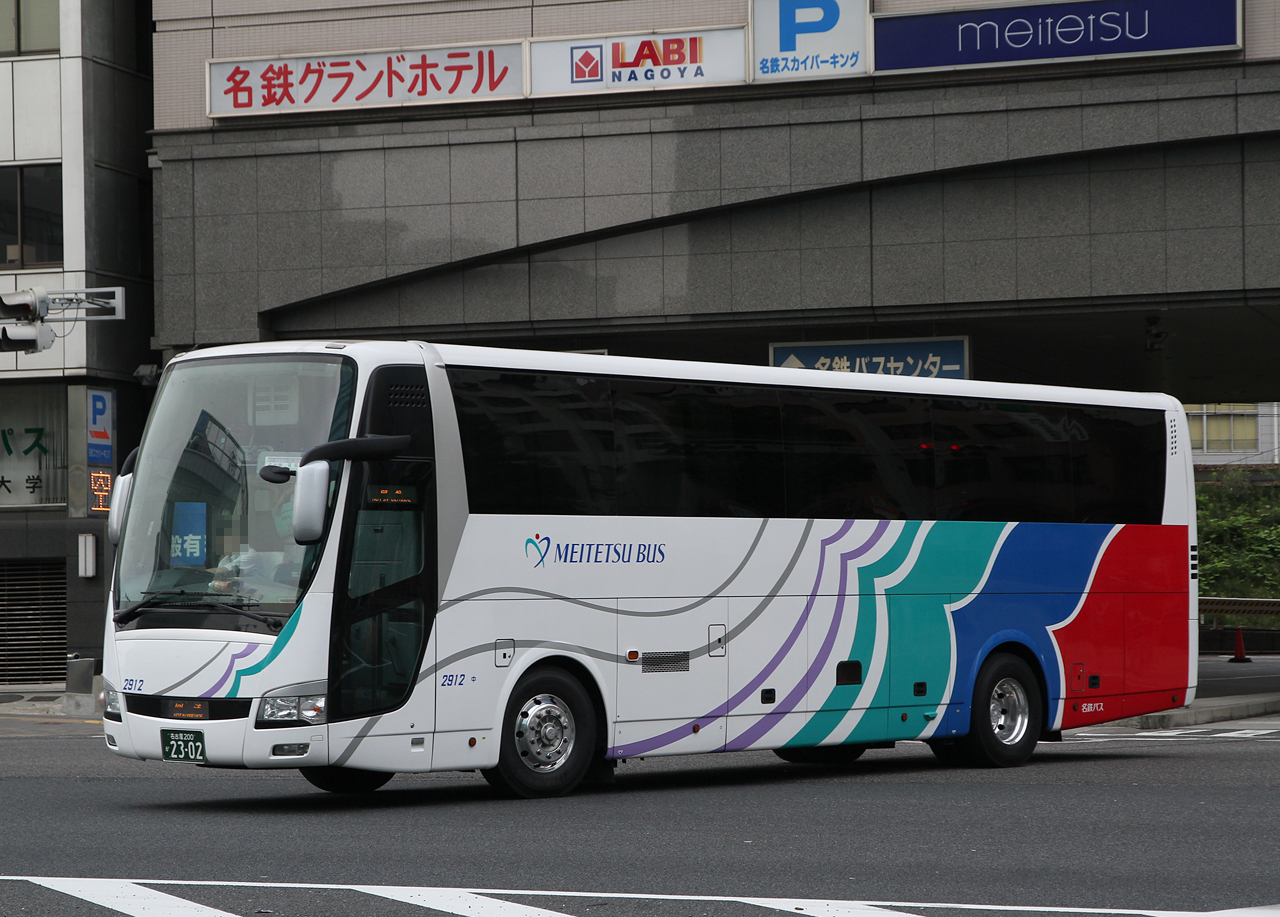
長距離高速路線用の三菱ふそう・エアロクィーン（3代目）2912号車

過去の車両
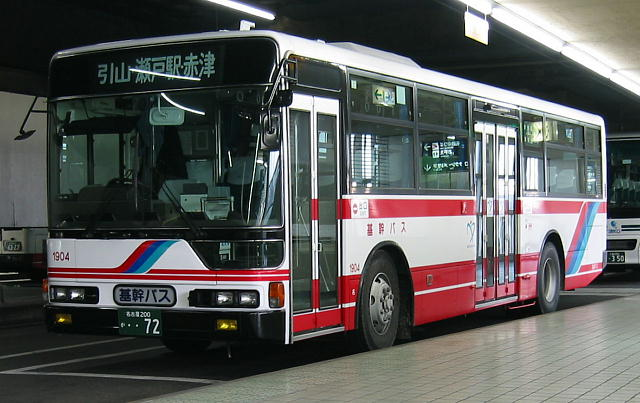
新名鉄バス色 名古屋営業所 1904
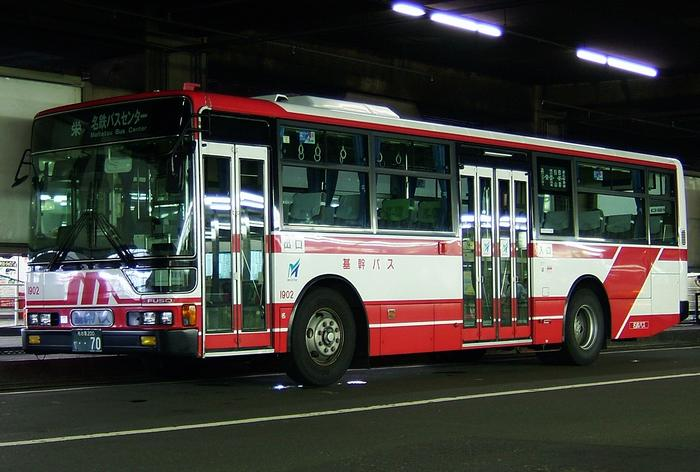
基幹色 名古屋営業所 1902
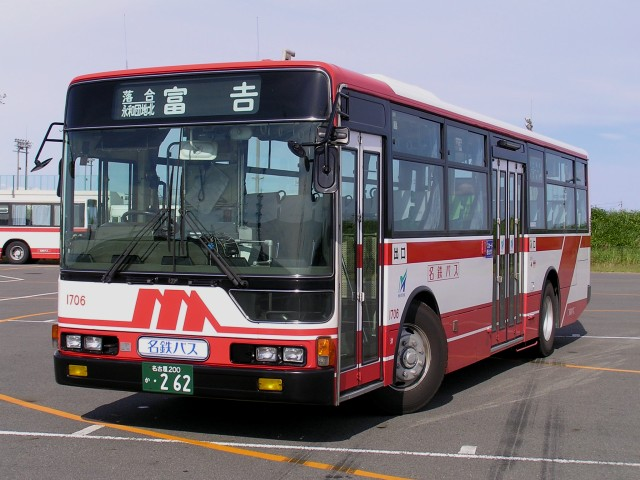
基幹バスからの転用車 1706
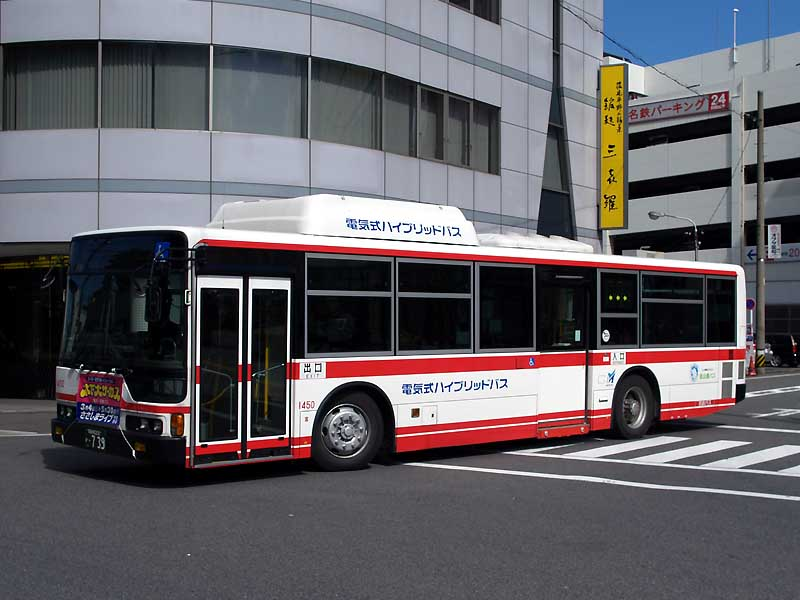
電気式ハイブリッドバス 一宮営業所　1450
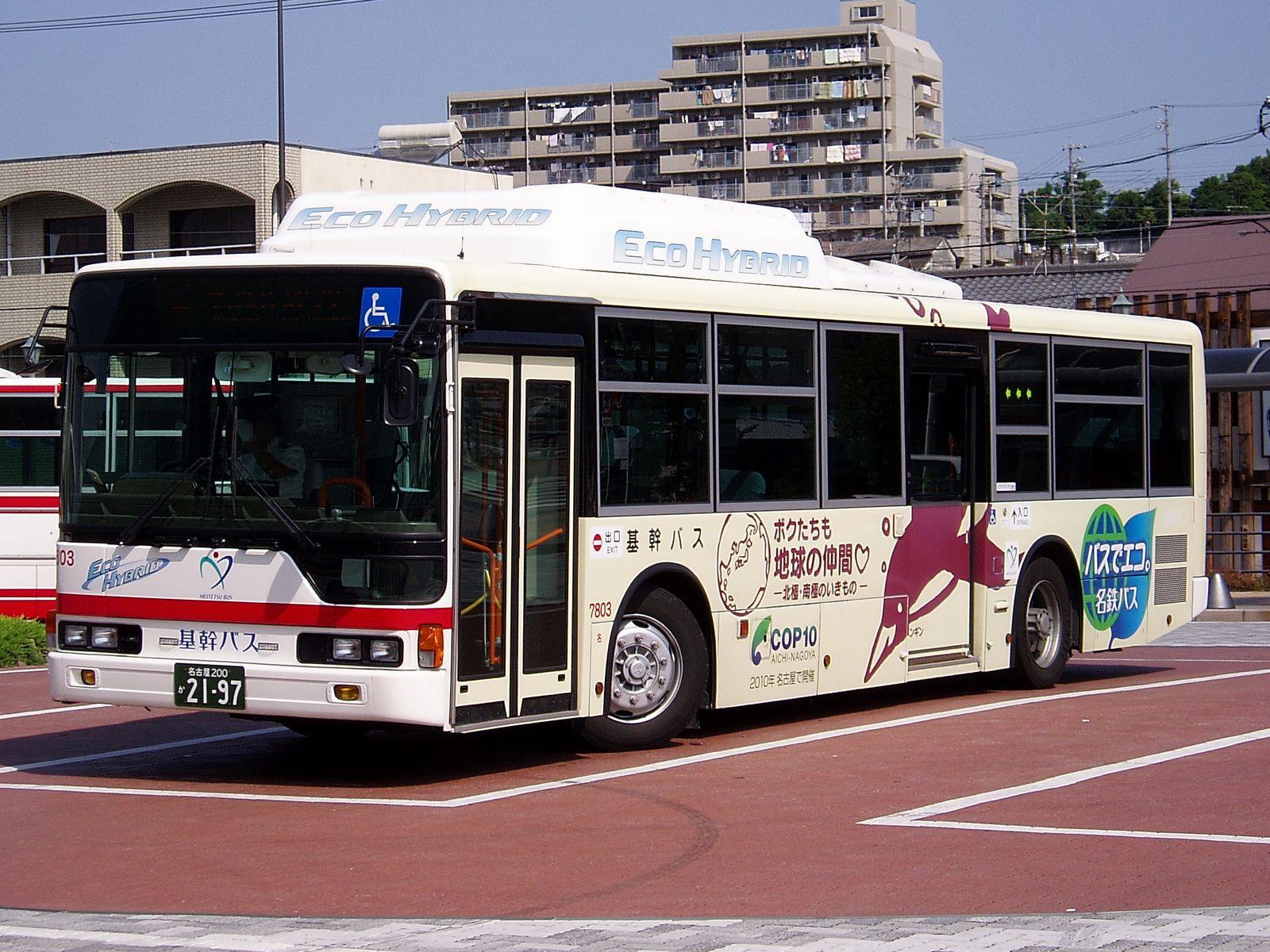
エアロスターエコハイブリッド 名古屋中央営業所7803
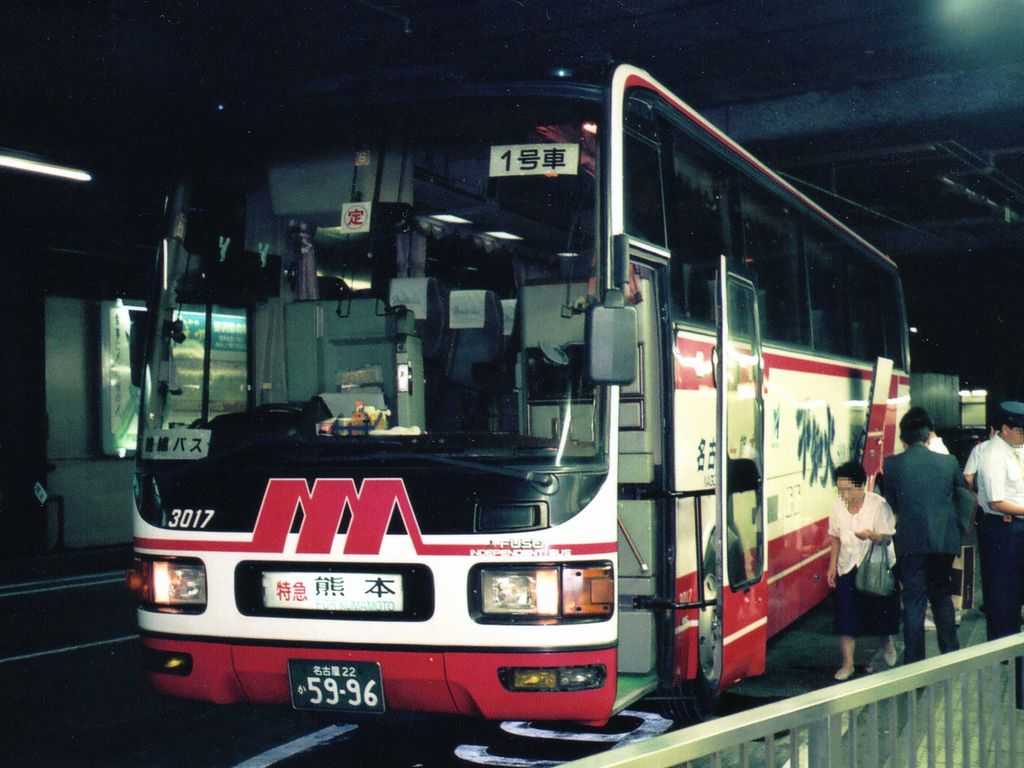
夜行高速バス運行開始当初の色 3017
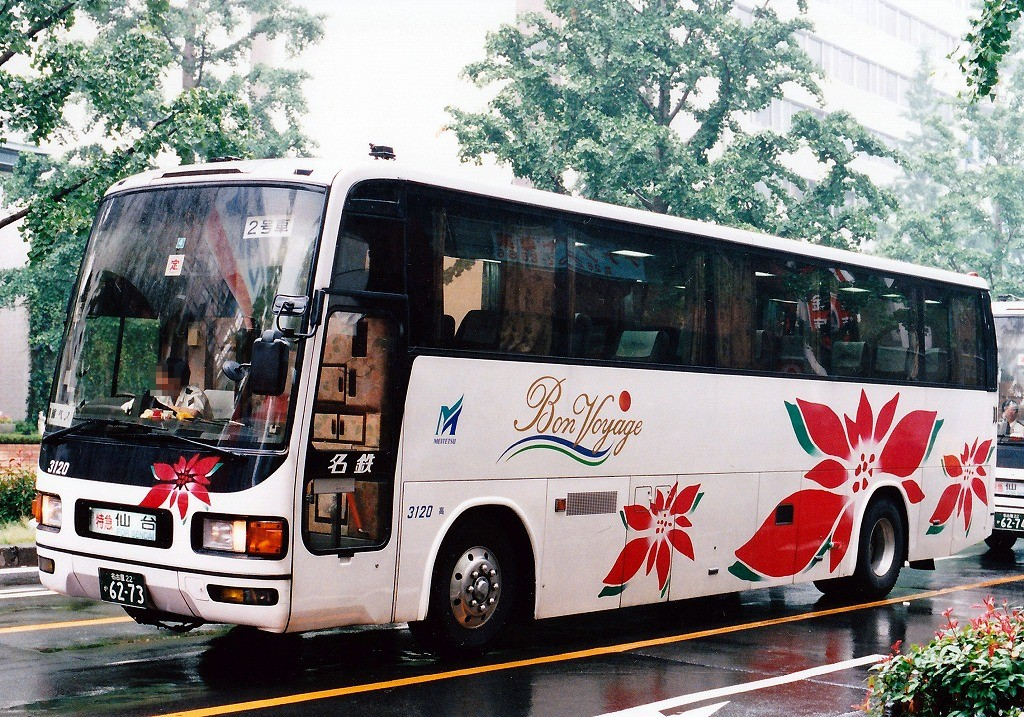
1990年代に採用された夜行高速色 3120
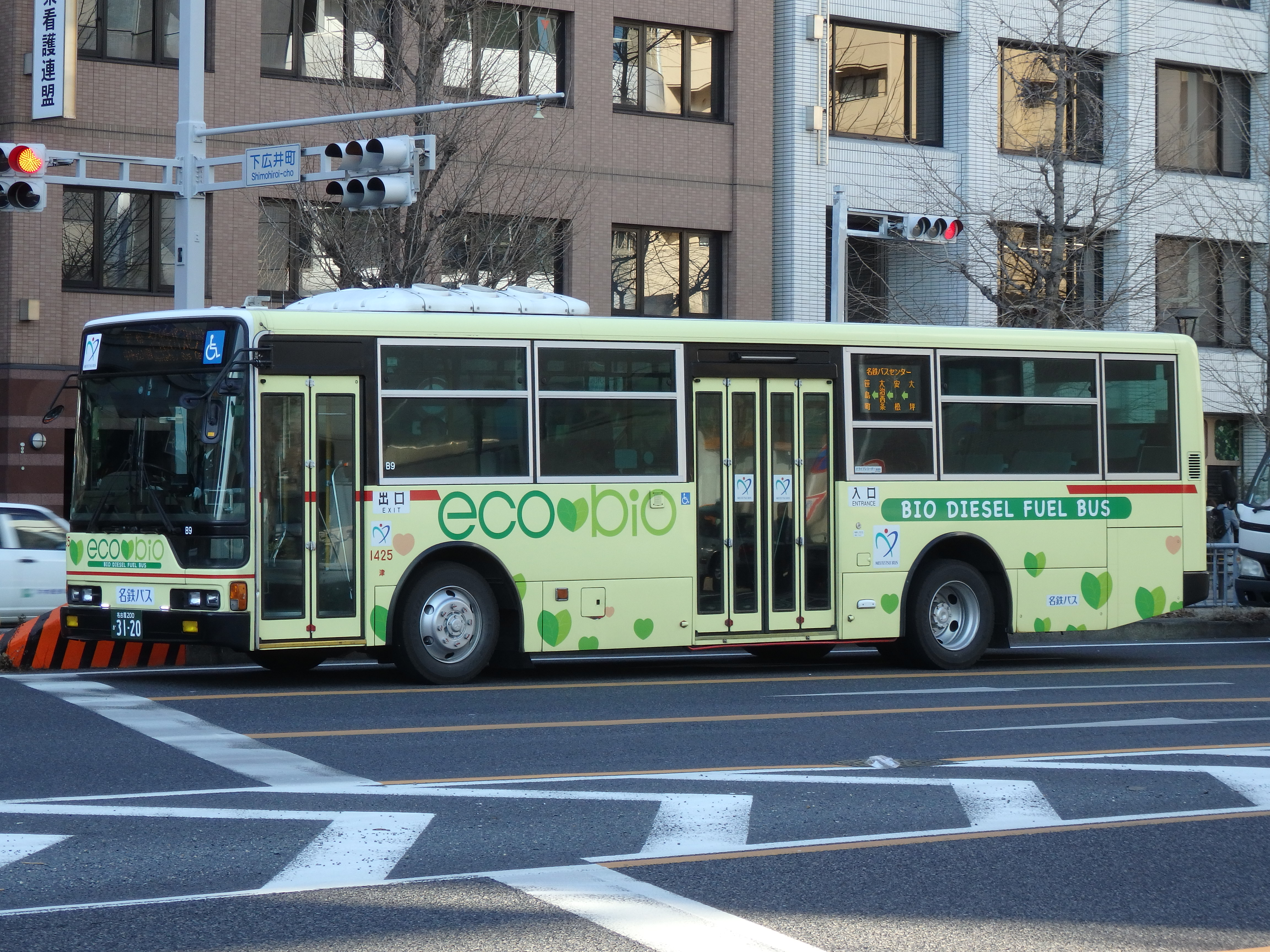
バイオディーゼル燃料仕様のエアロスター　1425号車

移籍車
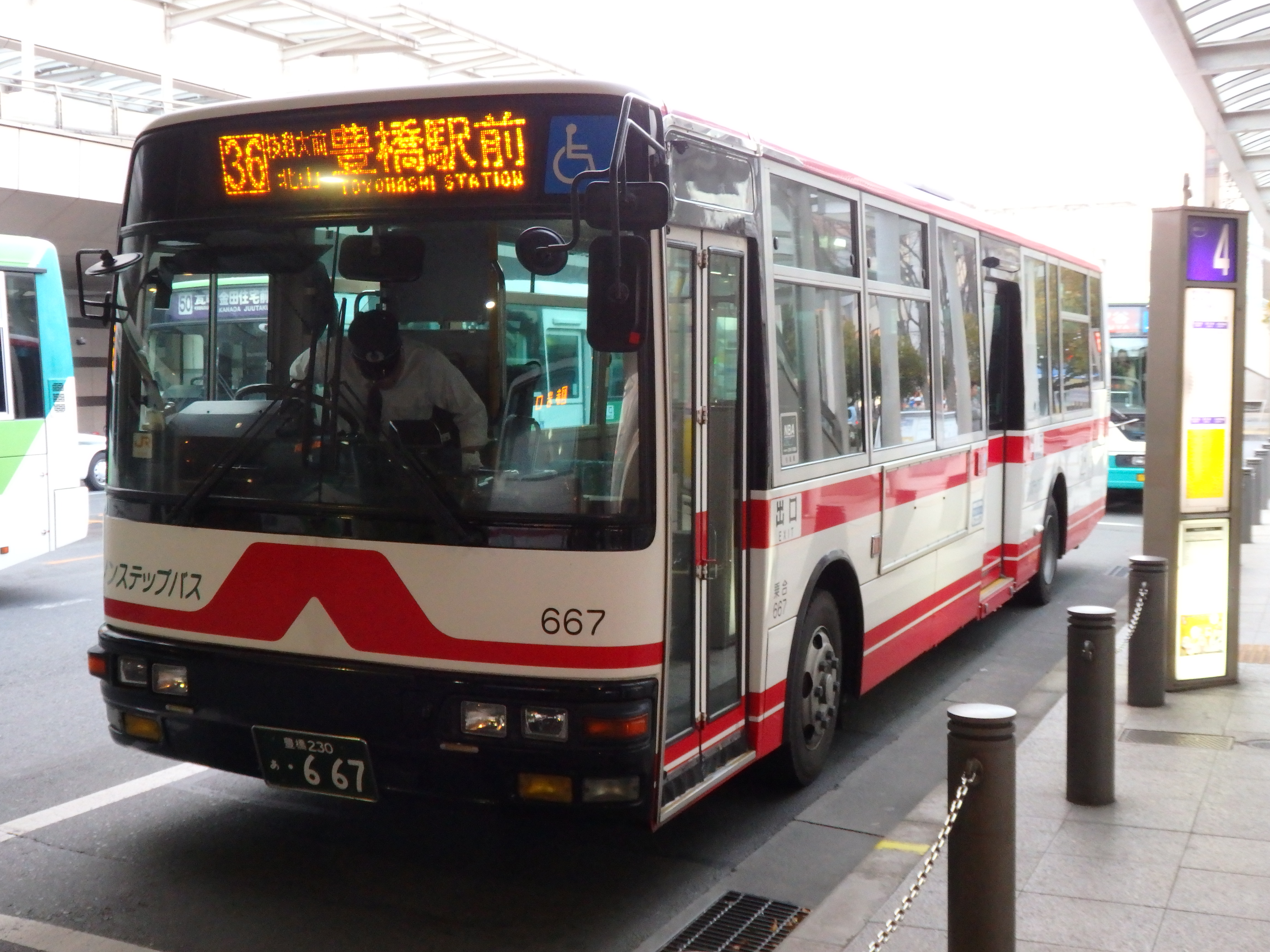
豊鉄バスへの移籍車
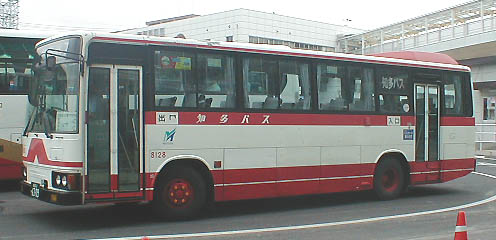
知多バスへの移籍車
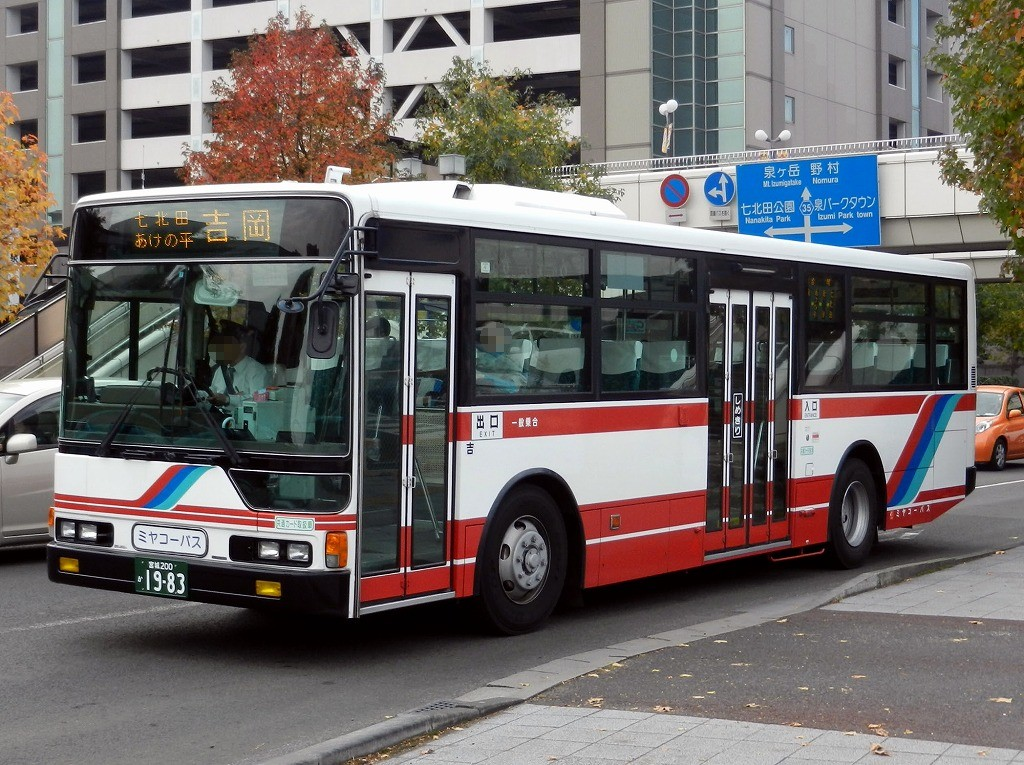
宮城交通への移籍車
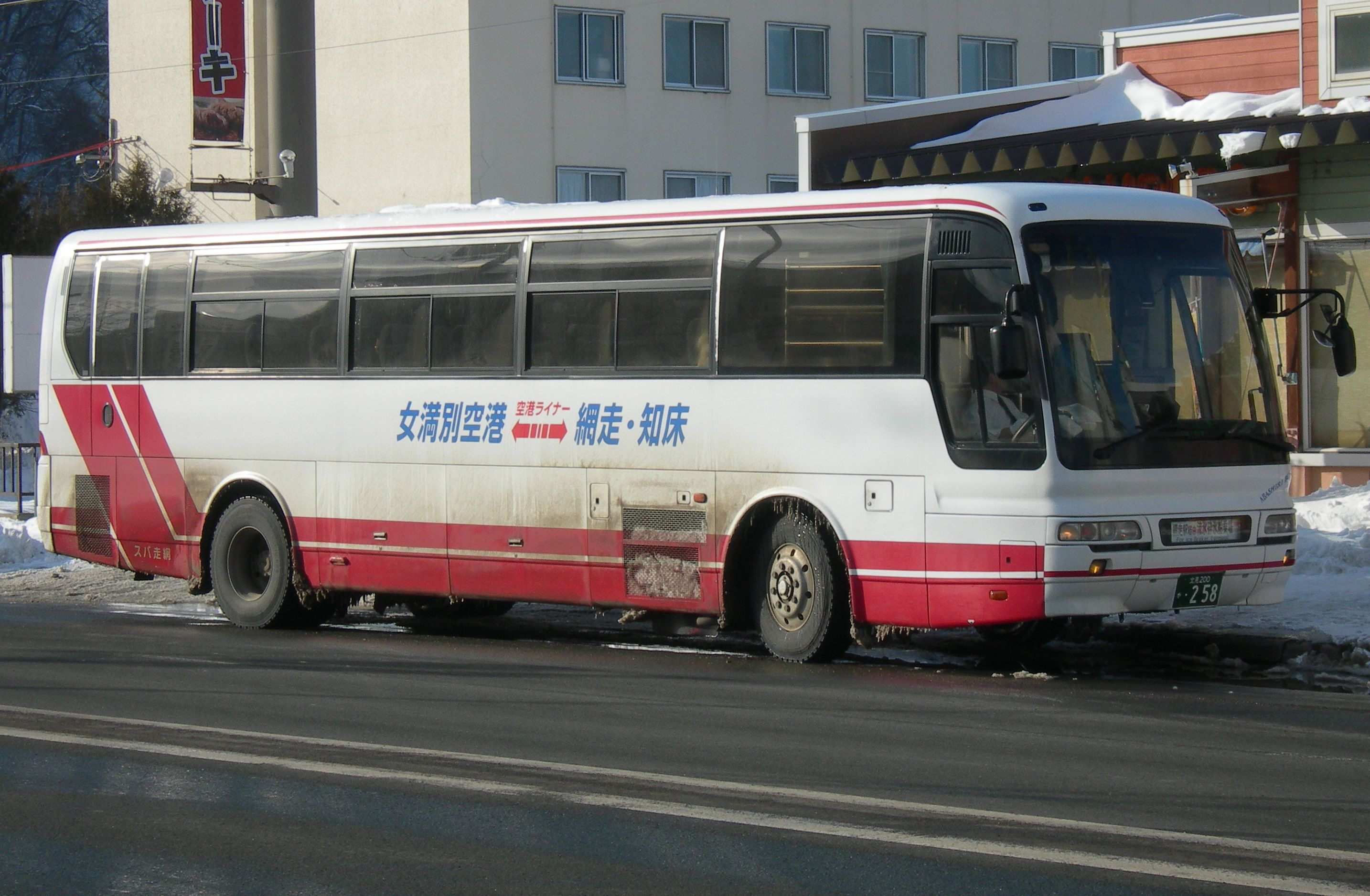
網走バスへの移籍車
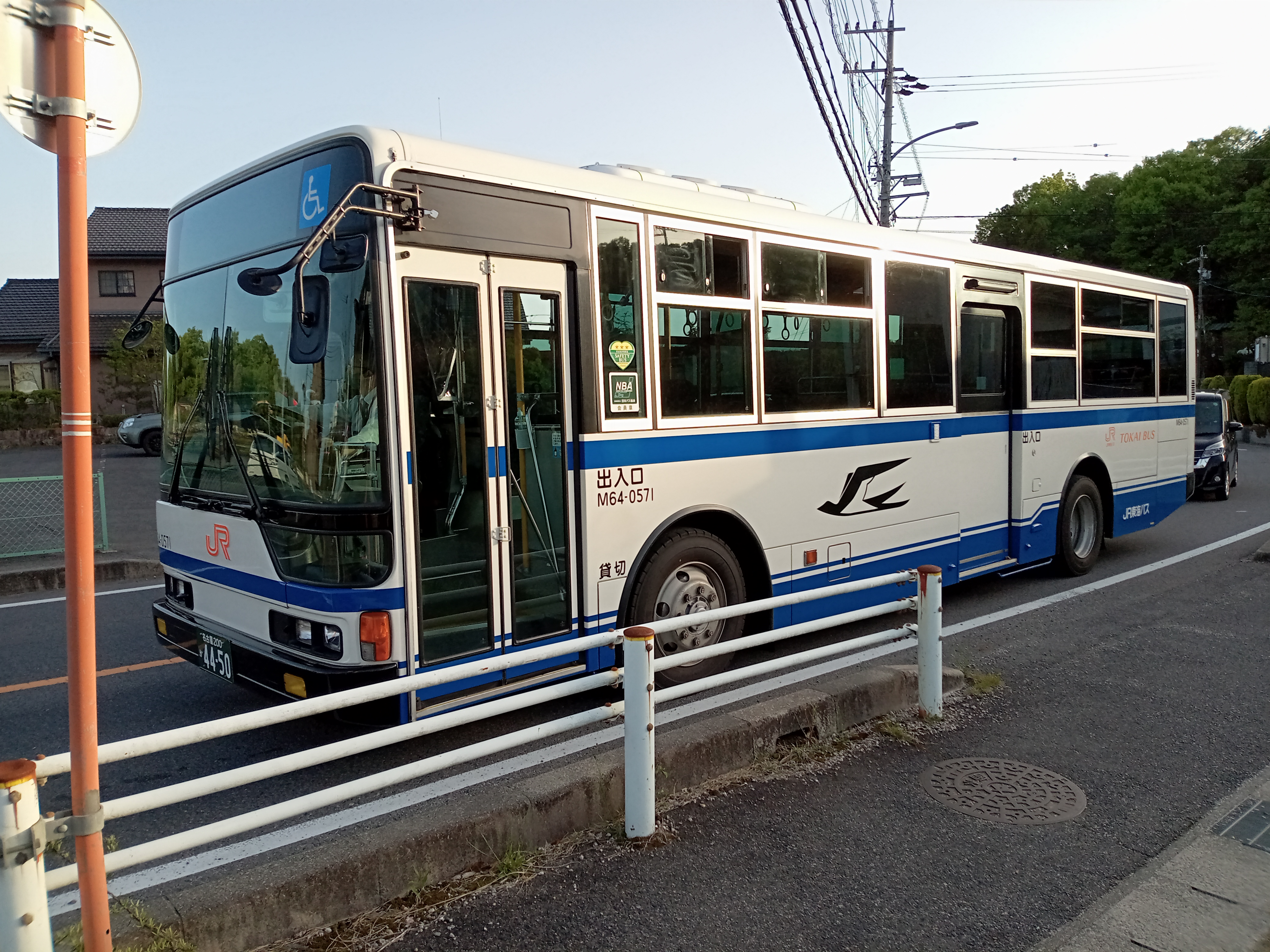
ジェイアール東海バスへの移籍車

### 車両番号

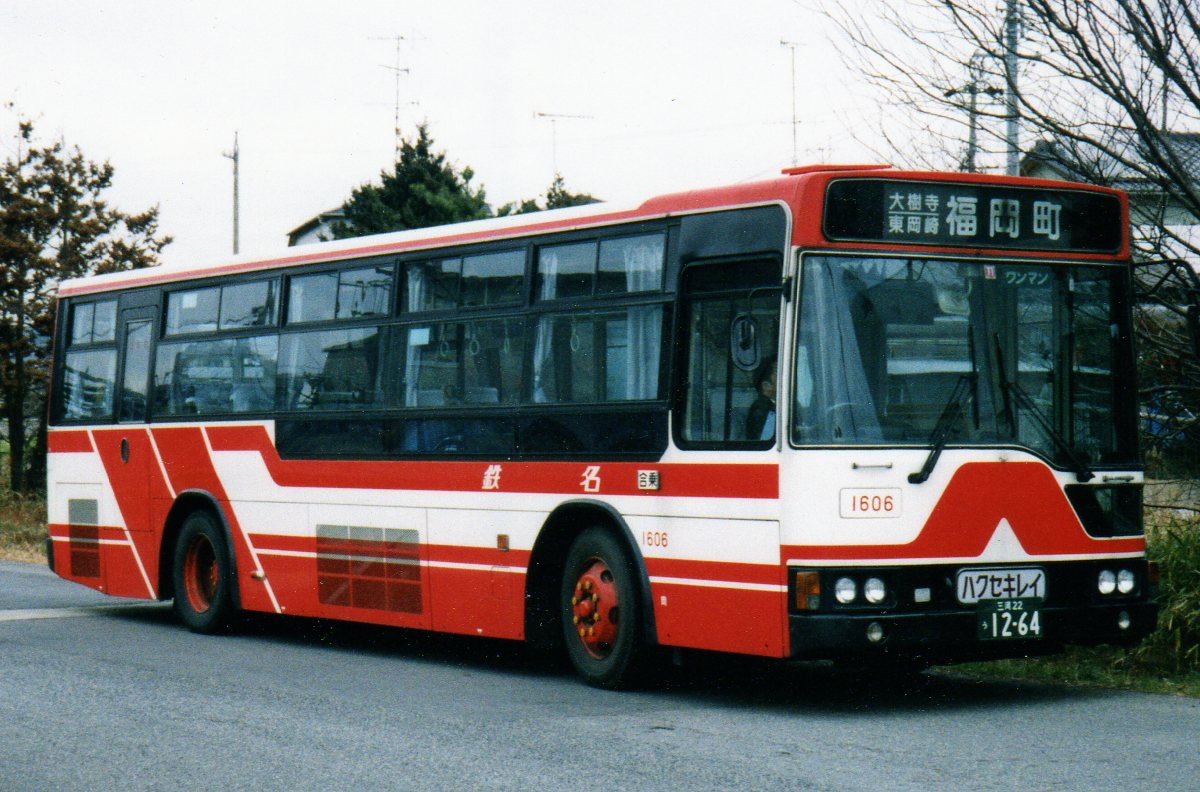
社番1606の車両（1986年式の大型超低床一般路線車）

名鉄バスでは全車両に4桁の社番が付されている。

#### 附番法則
出典：『S97 名鉄バス』BJエディターズ／星雲社〈バスジャパン・ハンドブックスシリーズ〉、4頁。ISBN 978-4-434-23060-8。
| 1              | 6        | 06       |
| -------------- | -------- | -------- |
| 車体形状・用途 | 導入年度 | 固有番号 |

- 車体形状・用途
  - 0：小型一般路線車・小型特定貸切車
  - 1：大型低床一般路線車・大型超低床一般路線車
  - 2・3：大型貸切車・大型高速（都市間を含む）路線車
  - 4：大型超低床一般路線車（2015年度導入車より）・大型標準床一般路線車
  - 5：特装一般路線車
  - 6：大型標準床長尺一般路線車・大型長尺都市間高速路線車
  - 7：ハイブリッド超低床一般路線車（2008年度導入車より）・大型標準床長尺一般路線車
  - 8・9：中型一般路線車
- 導入年度
  - 西暦の下1桁が附番される。2005年度までは導入年度の切り替えを毎年10月に行っていたため、10月以降の導入車両においては次年度の数字が付されるようになっていた。
- 固有番号
  - 上2桁に対する連番。

以上の法則から、社番1606を例にすると、「大型低床一般路線車でxxx6年式の06号車」ということになる。

#### 社番付号法則の例外

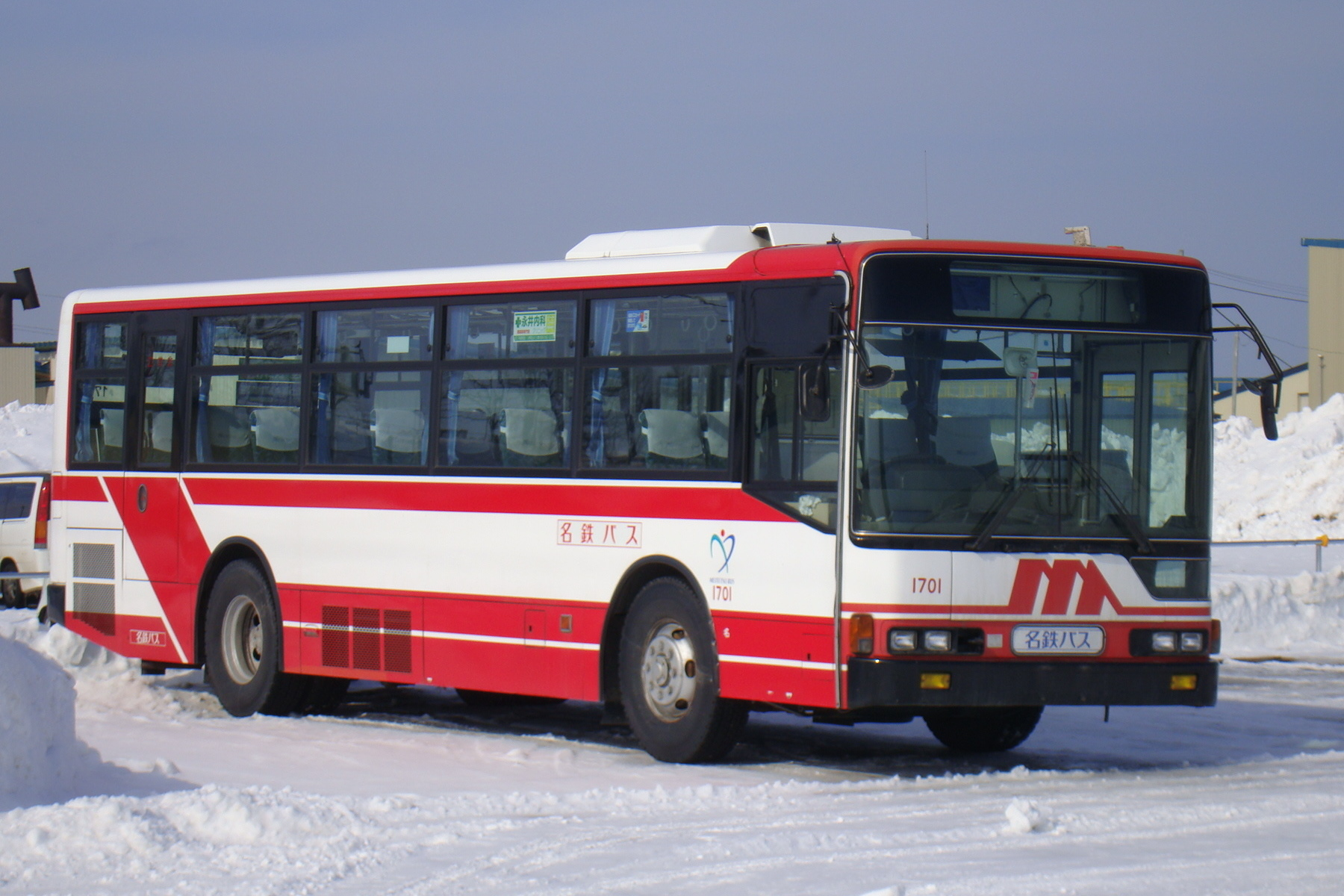
社番1701の車両（1997年式の大型一般路線車）廃車済

1. 名鉄バスでは車両耐用年数を原則12年としているため、現行の西暦下1桁の表記では10年前の導入車が存在する。
  - 1997年導入の 1701
  - 2007年導入の 1721
  - 2007年導入の大型一般路線車では、1997年導入車が社番1717まで在籍しており重複を避けるため、キリのよい21号車からの付番になっている。2009年導入車まではこの方法で社番がつけられたが、2010年・2011年導入の全車では11号車から、2012年・2013年導入車では51号車からの付番となった（加えて大型高速路線車においても2009年度より同様の措置がなされた。ただし、こちらは2009年度より11号車から付番していた）。2014年導入分より大型高速路線車は再び01からの付番となった上で千の位が2から3に変更され、2015年導入分より一般路線車についても同様に千の位が1から4に切り替えられた
  - 以前は千の位で1・4（大型路線）、2・3（高速貸切）、6・7（長尺路線）、8・9（中型）を西暦xxx6→xxx7の年で入れ替える事で重複を避けていたが、低床車・冷房車の導入開始が相次いだ1970年代には付番法則にブレがある。この項の冒頭にある例に当てはめると、1987年導入の大型路線車両の1番目は4701となる。なお、全身の名古屋鉄道時代より、下期導入の車両は翌年の車番となっていた。
  - 名鉄バスから名鉄バス東部・名鉄バス中部へ移籍しても廃車まで車番は変わらない。名鉄東部観光バスから名鉄バス東部に編入された車両、名古屋観光日急から名鉄バスに編入された車両は、上記原則に当てはめた上で下2桁が90から付番されている。
2. 中型長尺車は、導入当初は大型車を意味する「1」が付されていたが、2006年頃に特装車を意味する「5」に改番された（ただし、5601〜5603は新製時から、名鉄東部観光バスから名鉄バス東部に編入した車両は、編入時に5で付番された）。
  - 1229 → 5229
  - 1422 → 5422
  - 5492（名鉄バス東部の車両）
  - 冷房車が一般的ではなかった頃は、限定的にサブエンジン式冷房車に5000台が付されていた。のちに涼風車を経て直結冷房車が登場すると、冷房車を区別せず1・4000台を付けるようになった。

#### 座席定員記号
一般路線車には座席定員を示す記号が書かれている。高速車には全車表記がなく、一部の一般路線車にも表記がない車両が存在する。
1. 座席定員記号はアルファベット1文字と数字1桁の合計2文字で表記されるアルファベットは定員の10の位を示し、数字は1の位を示す。
  - A：10
  - B：20
  - C：30

以上の例から、定員記号がB9だと座席定員は29名ということになる。

## 不祥事
- 分社化前の2003年6月にバス運転士の無免許運転隠蔽事件が発覚し[26]、国土交通省中部運輸局と愛知県公安委員会から処分を受ける。中部運輸局の処分内容は「240日車（48日×5台）の車両使用停止と違反点数24点。さらに2年間新規バス路線の開設を認めない[27]」というもので、愛知県公安委員会の処分内容は「事業用自動車5台の一定期間使用禁止[28]」であった。しかしそこから2年となれば、2005年（平成17年）開港の中部国際空港や、同年開催の愛・地球博会場へのバス路線を開設できなくなるため、中部運輸局は「ただし地元自治体などからの要請があれば路線開設を認める」という特例を設け、これらの路線開設を認めた[29]。
- 2008年、春日井営業所と一部路線の管理委託をしている東濃鉄道小牧営業所で営業所内に運転免許証を置き忘れたまま運行していたことが相次いで発覚し、文書警告処分を受けている。
- 2009年7月26日、名鉄バスが運行管理を受託している名古屋市営バス大森営業所管内の路線で、運転士がJR千種駅前の降車場からトイレに行くためエンジンを切ったが、サイドブレーキを掛け忘れ、45mにわたってバスが走り出して停車中のタクシーに接触し、タクシー運転手に軽傷を負わせるなどした[30]。11月19日に道路運送法違反（運転者への不適切な指導監督など）で中部運輸局から同営業所の路線バス1台を10日間の使用停止処分を受けた[31]。
- 2010年10月27日、同じく名古屋市営バス大森営業所管内で、40代の運転士が2009年9月から一日乗車券やドニチエコきっぷなどを販売委託契約をしていた尾張旭市内の雑貨店（2010年6月に閉店）が持っている証明書を不正に借り、定価から3.5%安い価格で約1,270枚購入し、自らバス車内で定価で転売して利益を得ていたことが判明した。名古屋市は愛知県警に被害届を出した[32][注 7]。